# 国道17号

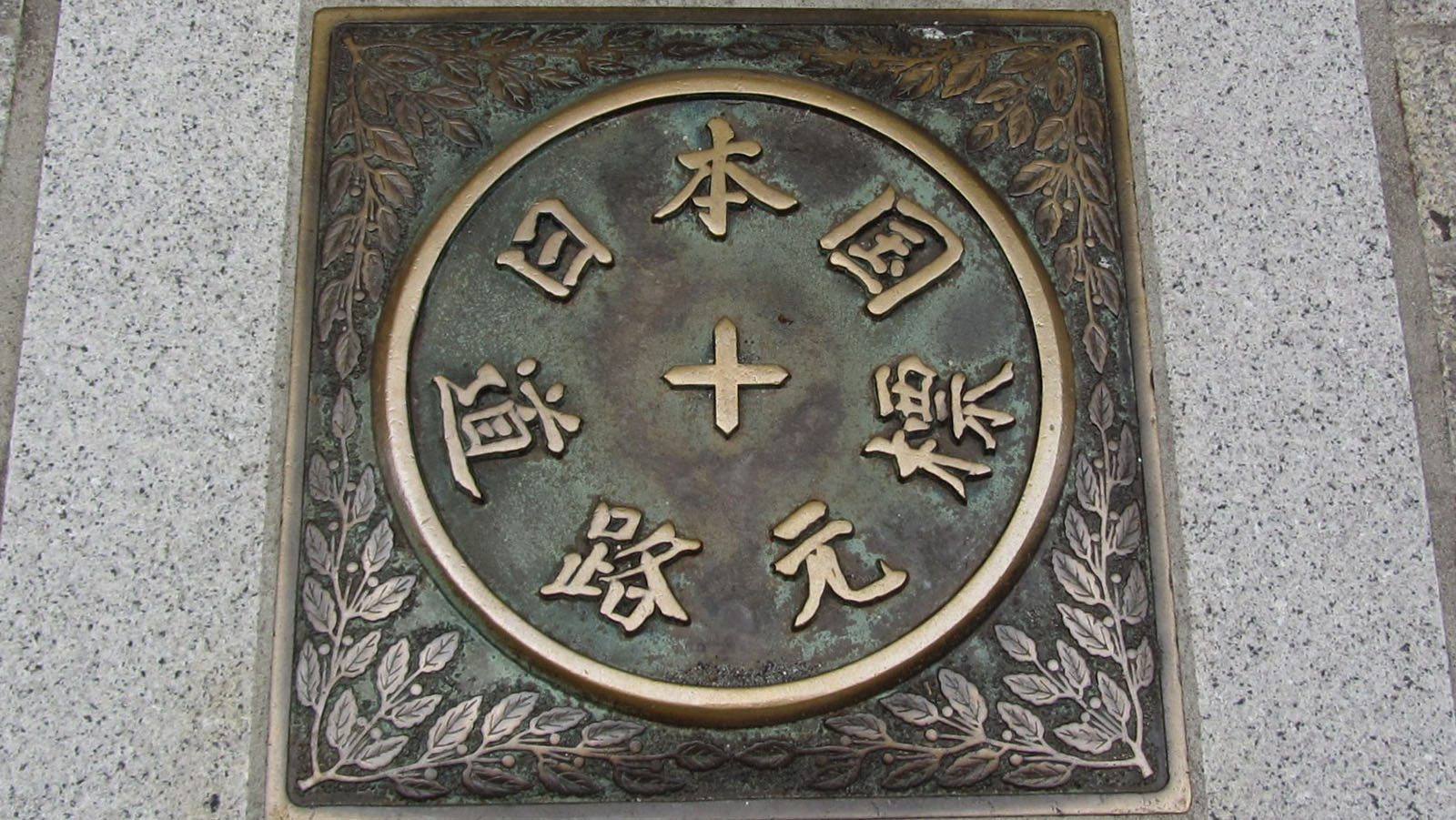
国道17号起点
日本橋中央の日本国道路元標

国道17号（こくどう17ごう）は、東京都中央区から新潟県長岡市を経由して、新潟市中央区に至る一般国道である。

## 概要
日本国道路元標があることでも知られる東京都中央区の日本橋を起点に、高崎市の君が代橋東交差点にかけては五街道の一つである中山道、群馬県北部の一部および新潟県内の長岡市までは三国街道をたどる。群馬県内および新潟県内の長岡市までの区間では関越自動車道と、新潟県内の国道8号との重複区間では北陸自動車道と並走しており、関越道は、当路線の番号を継承した「E17」が付番されている。鉄道路線ではほぼ全線にわたり高崎線・上越線・上越新幹線と並走する（なお東京都内の日本橋駅から神田駅で東京メトロ銀座線、白山駅付近から志村坂上駅にかけては都営地下鉄三田線が下を通り、埼玉県内のうちさいたま市大宮区以南では東北本線（京浜東北線・宇都宮線および支線である埼京線も含む）・東北新幹線とも並走する）。
東京都内から群馬県内にかけては現道とバイパスが並行して存在している。このバイパス区間は新大宮上尾道路（埼玉県さいたま市 - 埼玉県鴻巣市）、熊谷渋川連絡道路（埼玉県鴻巣市 - 群馬県渋川市）として地域高規格道路に指定されている。
また、群馬県と新潟県の県境を越える唯一の自動車通行可能な一般道である。

### 路線データ
一般国道の路線を指定する政令に基づく起終点および重要な経過地は次のとおり。
- 起点：東京都中央区（日本橋 = 国道1号・国道4号・国道6号・国道14号・国道15号・国道20号起点）
- 終点：新潟市（中央区本町通七番町1054番2、本町交差点 = 国道7号・国道8号・国道113号・国道289号・国道350号起点、国道116号・国道402号終点）
- 重要な経過地：東京都千代田区（神田須田町一丁目）、同都文京区、同都豊島区（巣鴨一丁目）、同都北区（滝野川五丁目）、同都板橋区（板橋一丁目）、戸田市、蕨市、浦和市[注釈 2]、与野市[注釈 2]、大宮市[注釈 2]、上尾市、桶川市、北本市、鴻巣市、行田市、熊谷市、深谷市、本庄市、群馬県新田郡尾島町[注釈 3]、藤岡市（岡之郷）、伊勢崎市（豊城町）、高崎市、前橋市、渋川市、同県北群馬郡子持村[注釈 4]、沼田市、同県利根郡月夜野町[注釈 5]、新潟県南魚沼郡湯沢町、同郡塩沢町[注釈 6]、同郡六日町[注釈 7]、同県北魚沼郡小出町[注釈 8]、同郡湯之谷村[注釈 8]、同郡堀之内町[注釈 8]、小千谷市、長岡市、見附市、三条市、白根市[注釈 9]
- 総延長 : 466.1 km（群馬県 125.3 km、埼玉県 114.7 km、さいたま市 33.5 km、東京都 20.1 km、新潟県 139.7 km、新潟市 32.9 km）[3][注釈 10]
- 重用延長 : 65.6 km（群馬県 - km、埼玉県 - km、さいたま市 3.2 km、東京都 0.5 km、新潟県 28.9 km、新潟市 32.9 km）[3][注釈 10]
- 実延長 : 400.6 km（群馬県 125.3 km、埼玉県 114.7 km、さいたま市 30.3 km、東京都 19.5 km、新潟県 110.7 km、新潟市 - km）[3][注釈 10]
  - 現道 : 286.5 km（群馬県 89.2 km、埼玉県 61.9 km、さいたま市 16.2 km、東京都 15.9 km、新潟県 103.2 km、新潟市 - km）[3][注釈 10]
  - 旧道 : なし[3][注釈 10]
  - 新道 : 114.1 km（群馬県 36.0 km、埼玉県 52.7 km、さいたま市 14.2 km、東京都 3.7 km、新潟県 7.5 km、新潟市 - km）[3][注釈 10]
- 指定区間：東京都中央区日本橋 - 新潟市中央区本町通七番町1054番2（全線）[4]

## 歴史
国道17号は、中山道（中仙道）の一部（江戸 - 高崎）および三国街道の一部（高崎 - 長岡）を継承する路線である。三国街道は関東と越後を直接結ぶ唯一の道として江戸時代より重視され、1877年（明治10年）には国道一等に指定された。
1885年（明治18年）の内務省告示第6号「國道表」では、国道5号「東京より新潟港に達する路線」（現在の17号、18号、8号経由）および国道8号「東京より新潟港に達する別路線」（上記17号を経由し、高崎で分岐）として指定された。この8号は、三国街道が通る三国峠ではなく、その北の清水峠（現在の国道291号）を通っていた。三国峠はその前後にも峠があるのに対し、清水峠は峠が1つだけであり、さらに距離も短くなるからである。三国峠越えの道は国道から県道に格下げされた。さらに、信越本線が開業して鉄道で東京と新潟が結ばれたこともあり、三国峠の通行者は激減した。1920年（大正9年）4月1日、並行する国道があるからという理由で、三国峠越えの道は県道からも降格されている。
清水峠越えの道は、1873年（明治6年）に民間の資金によって新しく開かれた登山道程度の道であったが、国道に指定されたことにより国家事業として改良が行われ、1885年（明治18年）に完了した。しかし、冬の厳しい気象条件のために次第に荒廃し、大正になったころには廃道同然となっていた。1920年（大正9年）施行の旧道路法に基づく路線認定では、清水峠越えの旧8号に当たる路線はなく、群馬・新潟県境を通る国道はなくなった。この路線認定で現在の17号に相当する路線は、前橋までの国道9号「東京市より群馬県庁所在地に達する路線」および旧5号を継承する国道10号「東京市より秋田県庁所在地に達する路線」の東京 - 高崎間・小千谷 - 新潟間である。
清水峠越えの道が実質通行不能であることを受け、1921年（大正10年）4月1日、三国峠を含む道路が「沼田六日町線」として再び県道に指定された。1934年（昭和9年）5月1日の内務省告示第251号によって、国道9号が三国街道経由で新潟市まで延長されて「東京市より新潟県庁所在地に達する路線」となり、現在の国道17号のルートとなった。これは、東京と満州を結ぶ最短ルートとして三国峠越えの道路が注目されたためである。これまでに述べたような状況により、当時の三国峠は改良が全くと言って良いほど行われておらず、自動車の通れる状態ではなかった。1940年（昭和15年）より三国峠の改良工事が開始されるが、第二次世界大戦の戦況の悪化により中断された。工事が再開されたのは戦後のことである。この工事はほとんど新設同様の改良工事になったが、カーブの終始端に挿入する緩和曲線に、積極的にクロソイド曲線が用いられ、のちに日本で初めてクロソイド曲線を使用した道路として群馬県側の沿道に記念碑が建立された。1957年（昭和32年）に三国トンネルは貫通し、1959年（昭和34年）6月に供用開始され、群馬・新潟県境に初めて自動車の通れる道が通った。
改良工事中の1952年（昭和27年）12月4日、新道路法に基づく路線指定で旧9号がそのまま一級国道17号（東京都中央区 - 新潟県新潟市）として指定された。東京と新潟を結ぶ一級国道17号の新潟県内の道路改良新ルートの選定については、交通網が三国山脈によって阻まれていた新潟の地元民にとっては死活問題で、これには田中角栄も関与した。魚沼市内の国道17号のルートは、魚野川右岸に沿う小出のルートから、橋を渡って左岸の堀之内を通り、さらに越後川口で再び橋を渡って右岸に戻るルートを通る。この経緯は、道路特定財源の導入と道路法全面改正の提案をして各地の道路整備を推進した田中が、建設省道路局が一級国道の道路改良をするため新ルート計画を検討していた1962年（昭和37年）に、新潟県小出町・堀之内町（現：魚沼市）の国道17号の新ルートを自分の後援会長の地元がある堀之内町側を通過させるように同局に指示したためである。
1965年（昭和40年）4月1日に、道路法改正によって一級・二級の区別がなくなり一般国道17号となった。
1977年（昭和52年）3月8日夜、渋川市から新潟方面に向け上越線と並走する区間で落石が発生。下り急行電車が落石と衝突して脱線、先頭車両が線路から脱線して国道17号の路上へ落下する事故となった（急行「佐渡」脱線事故）。

### 年表
- 1952年（昭和27年）12月4日 - 一級国道17号（東京都中央区 - 新潟県新潟市）に指定される。
- 1959年（昭和34年）6月15日 - 三国トンネルが開通し、上越国境を自動車で通行可能になるとともに、国道17号が全線開通[9]。
- 1963年（昭和38年）3月14日 - 大宮バイパス全線開通[10]。
- 1965年（昭和40年）4月1日 - 道路法改正によって一級・二級の区別がなくなり、一般国道17号（東京都中央区 - 新潟県新潟市）となる。
- 1970年（昭和45年）11月16日 - 板橋区板橋本町交差点から北区滝野川5丁目交差点の間、朝の時間帯のみバスレーンが設置される[11]。
- 1982年（昭和57年）4月8日 - 熊谷バイパス全線開通[12]。
- 1985年（昭和60年）9月30日 : 月夜野バイパス全線開通[13]。
- 1990年（平成2年）2月21日 - 深谷バイパス全線開通[14]。
- 1995年（平成7年）2月28日 - 新大宮バイパス全線開通[15]。
- 1998年（平成10年）11月24日 - 小千谷バイパス全線開通[16]
- 1999年（平成11年）12月3日 : 沼田バイパス全線開通[17]。
- 2008年（平成20年）7月7日 - 鯉沢バイパス全線開通[18]。
- 2010年（平成22年）3月22日 - 前橋渋川バイパスバイパス部全線開通[19]。
- 2017年（平成27年）3月19日 - 上武道路全線開通[20]。

## 路線状況

### 通称
- 中央通り（東京都中央区 日本橋 - 千代田区 万世橋交差点）[21][22]
- 昌平橋通り（東京都千代田区 昌平橋交差点 - 神田明神下交差点）
- 本郷通り（東京都文京区 湯島聖堂前交差点 - 東大農学部正門前）[21][22]
- 旧白山通り（東京都文京区 白山上交差点 - 千石駅前交差点）[21][22]
- 白山通り（東京都文京区 千石駅前交差点 - 豊島区 西巣鴨交差点）[21][22]
- 中山道[23]（東京都豊島区 西巣鴨交差点[21][22] - 群馬県高崎市 君が代橋東交差点）
- 東国文化歴史街道（群馬県）
- 竪町通り（群馬県前橋市 本町一丁目交差点 - 厩橋（広瀬川））[24]
- 清水街道（群馬県）
- 三国街道（群馬県・新潟県）
- 明石通（新潟県）
- 東大通（新潟県）
- 萬代橋通り（新潟県）
- 柾谷小路（新潟県）

### バイパス
- 地域高規格道路
  - 新大宮上尾道路
    - 新大宮バイパス（練馬区北町 - さいたま市北区吉野町・新道）

起点である練馬区北町の国道254号から分岐し埼玉県さいたま市北区で現道と合流する。
    - 上尾道路（一部開通・新道）（さいたま市西区宮前町 - 鴻巣市箕田）

新大宮バイパスの途中（宮前IC）から分岐し、鴻巣市箕田で現道と交差しつつ熊谷バイパスと接続する計画[25]。
  - 熊谷渋川連絡道路
    - 熊谷バイパス（鴻巣市箕田 - 熊谷市久保島・新道）
    - 深谷バイパス（熊谷市玉井 - 深谷市西田・新道）

熊谷バイパスの途中（玉井IC）から分岐し、終点で現道と合流する。
    - 上武道路（熊谷市西別府 - 前橋市田口町・新道）

深谷バイパスの途中（上武IC）から分岐し、終点で現道と合流する。
    - 前橋渋川バイパス（前橋市田口町 - 渋川市半田・現道）

起点からすぐに利根川を渡り、旧道では通過していない北群馬郡吉岡町を経由して関越自動車道渋川伊香保ICの手前の渋川市半田で現道渋川バイパスに接続する。
  - 上信自動車道
    - 渋川西バイパス（一部開通・新道）（渋川市中村 - 渋川市金井）※ 新潟方面から外れ、吾妻地域方面に進む地域高規格道路上信自動車道の一部であり、本線へ合流するルートはない。
- 埼玉県
  - 大宮バイパス（さいたま市北区宮原町 - 鴻巣市箕田）：旧道は埼玉県道164号鴻巣桶川さいたま線（一部埼玉県道57号さいたま鴻巣線と重複）。
  - 吹上バイパス（鴻巣市袋 - 鴻巣市鎌塚）:1964年開通[26]。埼玉県道307号福田鴻巣線・埼玉県道66号行田東松山線・埼玉県道365号鎌塚鴻巣線が旧道に相当する。
  - 本庄道路（一部を除き未開通・新道）（深谷市岡 - 高崎市新町）

後述の深谷バイパス終点の手前で分岐し、現道の神流川橋架け換えの目的を兼ねて架橋される神流川橋の新橋で群馬県へ渡り現道に接続する計画。2022年12月3日の新・神流川橋開通により、本庄市街方面からの現道は埼玉県側で連絡線を経由して本庄道路へ合流して群馬県へ入る経路に切り換えられた[27]。
- 群馬県
  - 新町バイパス（高崎市新町 - 高崎市倉賀野町）
  - 倉賀野バイパス（高崎市倉賀野町 - 高崎市和田多中町）
  - 高崎バイパス（高崎市和田多中町 - 高崎市並榎町）
  - 高崎前橋バイパス（高崎市並榎町 - 前橋市石倉町）
  - 前橋渋川バイパス（前橋市田口町 - 渋川市半田・前述）
  - 渋川バイパス（渋川市半田 - 渋川市渋川東町関下）

かつては渋川東町関下 - 渋川市阿久津間も渋川バイパスだったが、鯉沢バイパス開通に伴い、その先の旧道も含め国道291号に転換されている。
  - 鯉沢バイパス（渋川市渋川東町関下 - 渋川市上白井）
  - 綾戸バイパス（未開通）（渋川市上白井 - 沼田市岩本町）
  - 沼田バイパス（沼田市下川田町 - 利根郡みなかみ町政所町）
  - 月夜野バイパス（利根郡みなかみ町政所 - 利根郡みなかみ町羽場）

かつては沼田市戸鹿野町 - みなかみ町政所間も月夜野バイパスだったが、沼田バイパス開通に伴い、国道291号に転換されている。
  - 猿ヶ京バイパス（利根郡みなかみ町猿ヶ京 - 利根郡みなかみ町吹路）：旧道のうち、旧三国大橋の部分は廃道になっている。
  - 三国防災（新三国トンネル）（2022年3月19日開通[28]）（利根郡みなかみ町永井 - 南魚沼郡湯沢町大字三国）
- 新潟県
  - 火打道路（南魚沼郡湯沢町大字三国）
  - 二居バイパス（南魚沼郡湯沢町大字三国字二居）
  - 三俣道路（南魚沼郡湯沢町大字三国字二居 - 南魚沼郡湯沢町大字三俣字萱付、南魚沼郡湯沢町三俣字三俣 - 南魚沼郡湯沢町三俣字八木沢）：旧道の一部区間は登山道、歩道になっている。
  - 芝原道路（南魚沼郡湯沢町神立字芝原）
  - 三俣防災（未開通）（南魚沼郡湯沢町三俣 - 南魚沼郡湯沢町神立）[29]
  - 湯沢バイパス（南魚沼郡湯沢町神立 - 南魚沼郡湯沢町湯沢）
  - 石打バイパス（南魚沼郡湯沢町湯沢 - 南魚沼市砂押）
  - （南魚沼市南田中 - 南魚沼市目来田）
  - 六日町道路（南魚沼市竹俣 - 南魚沼市八幡）
  - 六日町バイパス（一部開通・新道）（南魚沼市竹俣 - 南魚沼市庄之又）
  - 五日町バイパス（南魚沼市奥 - 南魚沼市一村尾）
  - 浦佐道路（南魚沼市浦佐）
  - 浦佐バイパス（一部開通・新道）（南魚沼市市野江甲 - 魚沼市虫野）
  - 小出バイパス（南魚沼市五箇 - 魚沼市堀之内）
  - 堀之内バイパス（魚沼市堀之内）
  - 和名津防災（未開通）（長岡市川口和名津）[30]
  - （小千谷市薭生 - 小千谷市浦柄）：小千谷バイパスの開通に伴い、現在は全線新潟県道589号小千谷長岡線に降格
  - 小千谷バイパス（小千谷市木津 - 長岡市妙見町）
  - （長岡市滝谷町字中子 - 長岡市三和二丁目）：長岡東バイパスの開通に伴い、現在一部区間は新潟県道498号長岡中之島見附線に降格
  - 長岡東バイパス（長岡市十日町 - 長岡市灰島新田）
  - 見附バイパス（長岡市中之島 - 見附市坂井町）
  - （見附市坂井町 - 三条市猪子場新田）
  - 三条バイパス（三条市、1965年12月19日開通、1968年3月25日三条市須頃地区完成）
  - 白根改良（三条市代官島 - 新潟市西区大野町）
  - 白根バイパス（新潟市南区戸頭 - 新潟市南区保坂）
  - 大野改良（新潟市西区大野町）
  - 新潟バイパス（新潟市西区山田 - 新潟市中央区紫竹山三丁目）
  - 栗ノ木バイパス（新潟市中央区紫竹山三丁目 - 新潟市中央区沼垂一丁目）
  - ルート変更区間（新潟市中央区沼垂一丁目 - 新潟市中央区本町通七番町）：栗ノ木バイパス開通に伴うルート変更区間。

見附バイパス以北は一般国道17号としての整備ではない。

### 重複区間
- 東京都
  - 国道4号・国道6号・国道14号（中央区・日本橋（起点） - 中央区日本橋室町・室町3丁目交差点）
- 埼玉県
  - 国道463号（さいたま市浦和区高砂・県庁前交差点 - さいたま市浦和区北浦和・北浦和駅入口交差点）
  - 国道16号（さいたま市北区宮原町・吉野町インター交差点 - さいたま市北区吉野町・吉野西交差点）
  - 国道407号（熊谷市本石・本石二丁目交差点 - 熊谷市石原・熊谷警察署前交差点）
- 群馬県
  - 国道353号（渋川市渋川下郷・下郷交差点 - 渋川市吹屋・鯉沢交差点）
  - 国道291号（前橋市本町1丁目・国道291号起点 - 渋川市渋川・吾妻新橋南交差点
  - 国道291号（渋川市中郷 - 利根郡みなかみ町政所・政所河原交差点 - 利根郡みなかみ町上津・上津大原交差点）
- 新潟県
  - 国道353号（南魚沼郡湯沢町・浅貝交差点 - 南魚沼市・353入口交差点）
  - 国道291号（魚沼市中原・古新田交差点 - 魚沼市四日町・四日町交差点）
  - 国道252号（魚沼市四日町・四日町交差点 - 魚沼市堀之内・堀之内庁舎前交差点）
  - 国道351号・国道403号（小千谷市三仏生・三仏生交差点 - 小千谷市高梨町・高梨交差点）
  - 国道8号（長岡市・川崎IC - 新潟市中央区・本町交差点（終点））
  - 国道403号（三条市大野畑・大野畑交差点 - 三条市須頃三丁目・須頃3丁目南交差点）
  - 国道49号・国道403号・国道459号（新潟市中央区紫竹山・紫竹山IC - 新潟市中央区明石（栗ノ木橋交差点）
  - 国道7号（新潟市中央区紫竹山・紫竹山IC - 新潟市中央区本町通（本町交差点（終点））
  - 国道113号・国道350号（新潟市中央区万代・東港線十字路 - 新潟市中央区本町通（本町交差点（終点））

新潟県の長岡市から新潟市にかけての終端部分は、国道8号と完全に重複している。道路標識上の案内は重複路線の場合の上位にあたる「国道8号」だけであり、一般の利用者が国道17号として認識することは困難である。

### 道路施設

#### 橋梁
- 万世橋（神田川、東京都千代田区）
- 新板橋（石神井川、東京都板橋区）
- 戸田橋（荒川、東京都板橋区 - 埼玉県戸田市）
- 笹目橋（荒川、東京都板橋区 - 埼玉県和光市、新大宮バイパス）
- 大成跨線橋（JR東日本高崎線、川越線、さいたま市北区）
- 新上武大橋（利根川、埼玉県深谷市 - 群馬県太田市、上武道路）
- 神流川橋（神流川、埼玉県児玉郡上里町 - 群馬県高崎市）
- 新柳瀬橋（烏川、群馬県藤岡市 - 高崎市）
- 波志江沼大橋（波志江沼、群馬県伊勢崎市、上武道路）
- 群馬大橋（利根川、群馬県前橋市）
- 新坂東橋（利根川、群馬県前橋市 - 北群馬郡吉岡町、前橋渋川バイパス）
- 吾妻新橋（吾妻川、群馬県渋川市、鯉沢バイパス）
- 沼田大橋（利根川、群馬県沼田市、沼田バイパス）
- 月夜野大橋（利根川、群馬県利根郡みなかみ町、月夜野バイパス）
- 赤谷川大橋（赤谷川、群馬県利根郡みなかみ町、月夜野バイパス）
- 新三国大橋（新潟県利根郡みなかみ町）
- 三坂大橋（新潟県利根郡みなかみ町）
- 新上越橋（新潟県利根郡みなかみ町）
- 二居大橋（二居川、新潟県南魚沼郡湯沢町）
- 八色大橋（魚野川、新潟県南魚沼市 - 魚沼市）
- 新破間橋（破間川、新潟県魚沼市）
- 堀之内橋（魚野川、新潟県魚沼市）
- 和南津橋（魚野川、新潟県長岡市）
- 小千谷大橋（信濃川、新潟県小千谷市、小千谷バイパス）
- 越の大橋（信濃川、新潟県小千谷市 - 長岡市、小千谷バイパス）

#### トンネル
- 綾戸トンネル（群馬県渋川市）
- 新三国トンネル（三国峠、群馬県利根郡みなかみ町 - 新潟県南魚沼郡湯沢町）
- 二居トンネル（新潟県南魚沼郡湯沢町）
- 船ヶ沢トンネル（新潟県南魚沼郡湯沢町）
- 萱付トンネル（新潟県南魚沼郡湯沢町）
- 八木沢トンネル（新潟県南魚沼郡湯沢町）
- 芝原トンネル（新潟県南魚沼郡湯沢町三俣 - 神立字芝原）
- 虫野トンネル（新潟県魚沼市、浦佐バイパス）
- 和南津トンネル（新潟県長岡市）
- 小千谷第一トンネル（新潟県小千谷市、小千谷バイパス）
- 小千谷第二トンネル（新潟県小千谷市、小千谷バイパス）

#### 道の駅
- 埼玉県
  - べに花の郷おけがわ（桶川市）
  - おかべ（深谷市）
- 群馬県
  - おおた（太田市）
  - まえばし赤城（前橋市）
  - よしおか温泉（北群馬郡吉岡町）
  - こもち（渋川市）
- 新潟県
  - みつまた（南魚沼郡湯沢町）
  - 南魚沼（南魚沼市）
  - 越後川口（長岡市）
  - ちぢみの里おぢや（小千谷市）
  - 新潟ふるさと村（新潟市西区、国道8号重複区間内）

#### トラックステーション
- 大宮トラックステーション（埼玉県さいたま市西区）
- 北毛地区運転者協同休憩所及び研修センター（群馬県渋川市）
- 三国峠トラックステーション（群馬県利根郡みなかみ町、1984年開設 - 2012年廃止）[31]

### 道路情報ラジオ放送区間
- 埼玉県
  - 上尾市緑丘 - 上尾市愛宕（東京方面のみ）※廃止
- 群馬県
  - 高崎市上並榎町 - 緑町　※廃止
  - 利根郡みなかみ町政所（新潟方面のみ）：ただし、情報がない場合は放送休止する。
  - 利根郡みなかみ町猿ヶ京：ただし、情報がない場合は放送休止する。
- 新潟県
  - 浅貝（南魚沼郡湯沢町大字三国字浅貝）※廃止
  - 神立（南魚沼郡湯沢町大字神立 - 南魚沼郡湯沢町大字湯沢）※廃止
  - 南魚沼（南魚沼市石打）（東京方面のみ）※廃止
  - 白根（新潟市南区下塩俵）※廃止
  - 桜木（桜木IC - 紫竹山IC）（紫竹山IC方面のみ）※廃止

※当初は利根郡みなかみ町（当時の利根郡新治村）内は1611 kHz、南魚沼郡湯沢町、南魚沼市（当時の南魚沼郡塩沢町）では522 kHzで放送されていたが、現在はすべて1620 kHzに統一されている。なお、南魚沼郡湯沢町、南魚沼市のもの（南魚沼郡湯沢町大字三国字浅貝の新潟方面、南魚沼郡湯沢町湯沢 - 南魚沼郡湯沢町神立の新潟方面を除く）は、1980年（昭和55年）12月5日に日本で初めて設置された路側放送である。

## 地理

### 通過する自治体
（※東京都内 - 上尾市間は新大宮バイパス・上尾道路、熊谷市 - 前橋市間は上武道路の区間を除く。両区間内についてはそれぞれの項目を参照）
- 東京都
  - 中央区 - 千代田区 - 文京区 - 豊島区 - 北区 - 板橋区
- 埼玉県
  - 戸田市 - 蕨市 - さいたま市（南区 - 浦和区 - 中央区 - 大宮区 - 北区） - 上尾市 - 桶川市 - 北本市 - 鴻巣市 - 行田市 - 熊谷市 - 深谷市 - 本庄市 - 児玉郡上里町
- 群馬県
  - 高崎市 - 藤岡市 - 高崎市 - 前橋市 - 北群馬郡吉岡町 - 渋川市 - 沼田市 - 利根郡みなかみ町
- 新潟県
  - 南魚沼郡湯沢町 - 南魚沼市 - 魚沼市 - 長岡市 - 小千谷市 - 長岡市 - 見附市 - 三条市 - 燕市 - 三条市 - 新潟市（南区 - 西区 - 中央区）

### 交差する道路
（※東京都内 - 前橋市間は新大宮バイパス・上尾道路・熊谷バイパス・上武道路の区間を除く。両区間内についてはそれぞれの項目を参照）
東京都
- 国道1号（中央通り）（中央区日本橋、起点）（※国道1号重複=国道15号・国道20号）
- 国道4号・国道6号・国道14号（中央区・日本橋起点 -（重複）- 室町3丁目交差点）
- 国道254号（春日通り）（文京区・本郷3丁目交差点）
- 国道122号（明治通り）（豊島区・西巣鴨交差点）
- 首都高速中央環状線滝野川入口（北区）
- 首都高速中央環状線新板橋出口（板橋区）
- 首都高速5号池袋線板橋本町出入口（板橋区）

埼玉県
- 国道298号（外環）（さいたま市南区・辻1丁目交差点）
- 国道463号（県庁通り・埼大通り）（さいたま市浦和区・県庁前交差点 -（重複）- 北浦和駅入口交差点）
  - 越谷浦和バイパス（さいたま市浦和区・常盤7丁目交差点）
- 国道16号（さいたま市北区・吉野町インター交差点 -（重複）- 吉野西交差点）
- 国道407号（熊谷市・本石2丁目交差点 -（重複）- 熊谷警察署前交差点）
- 国道140号（熊谷市・熊谷警察署前交差点）
- 国道462号（本庄市・若泉2丁目交差点）

群馬県
- 国道18号・国道354号（※国道18号重複=国道406号）（高崎市・君が代橋東交差点）
- 関越自動車道前橋IC（高崎市・前橋市）
- 国道50号（前橋市・本町1丁目交差点）
- 国道291号（前橋市・本町1丁目交差点 -（重複）- 田口町南交差点、渋川市・半田交差点 -（重複）- 吾妻新橋南交差点）
- 関越自動車道渋川伊香保IC（渋川市）
- 国道353号（渋川市・下郷交差点 -（重複）- 白井上宿交差点）
- 国道353号鯉沢バイパス（渋川市・白井上宿交差点）
- 国道291号（渋川市・長坂交差点 -（重複）- 沼田市・下川田町交差点）
- 国道120号・国道145号・国道401号（沼田市・下川田町交差点）
- 関越自動車道月夜野IC（利根郡みなかみ町）
- 国道291号（利根郡みなかみ町・政所河原交差点 -（重複）- 上津大原交差点）

新潟県
- 国道353号（南魚沼郡湯沢町・浅貝交差点 -（重複）- 南魚沼市・353入口交差点）
- 関越自動車道湯沢IC（南魚沼郡湯沢町）
- 国道253号（南魚沼市・美佐島交差点）
- 国道291号（魚沼市・古新田交差点 -（重複）- 四日町交差点）
- 国道352号（魚沼市・井口新田交差点）
- 国道252号（魚沼市・四日町交差点 -（重複）- 堀之内庁舎前交差点）
- 国道290号（※栃尾方面へ国道252号と重複、終点）（魚沼市・四日町交差点）
- 国道351号（小千谷市・木津交差点）
- 国道291号（小千谷市・薭生IC）
- 国道117号（小千谷市・三仏生交差点）
- 国道351号（国道403号重複）（小千谷市・三仏生交差点 -（重複）- 高梨交差点）
- 国道352号（長岡市・長倉IC）
- 国道404号（長岡市・中沢IC）
- 国道351号（※長岡駅方面へ国道8号と重複）（長岡市・川崎IC）
- 国道8号（長岡市・川崎IC -（重複）- 新潟市中央区・本町交差点終点）
- 北陸自動車道中之島見附IC（長岡市）
- 国道403号（三条市・大野畑交差点）
- 国道289号（※三条市街地方面へ国道403号と重複）（三条市・須頃3丁目南交差点）
- 国道460号（新潟市南区・日の出町交差点）
- 国道460号（新潟市南区・白根古川交差点）
- 国道116号（※国道116号重複=国道289号）（新潟市西区・黒埼IC）
- 国道7号（新潟市中央区・紫竹山IC -（重複）- 本町交差点終点）
- 国道49号（※国道49号重複=国道403号・国道459号）（新潟市中央区・紫竹山IC -（重複）- 栗ノ木橋交差点）
- 国道345号（※国道113号・国道350号と重複、終点）（新潟市中央区・東港線十字路）
- 国道113号（※国道113号重複=国道350号）（新潟市中央区・東港線十字路 -（重複）- 本町交差点、終点）
- 国道116号（※国道116号重複=国道289号・国道402号）（新潟市中央区・本町交差点、終点）

### 主な峠
- 群馬県
  - 三国峠（標高1,100 m、利根郡みなかみ町 - 新潟県南魚沼郡湯沢町） - 新三国トンネルで通過
- 新潟県
  - 火打峠（南魚沼郡湯沢町）
  - 二居峠（標高810 m、南魚沼郡湯沢町） - 二居トンネルで通過
  - 芝原峠（標高680 m、南魚沼郡湯沢町） - 芝原トンネルで通過

## 史跡
- 志村一里塚（東京都板橋区） - 中山道の（日本橋から数えて）3番目の一里塚で、2基一対で当時のまま残っている。1922年（大正11年）3月に国の史跡に指定されたほか、板橋十景の一つとなっている。昭和初期に道路が拡幅されたが、もともと道路からやや離れた所に築かれていたため、削られたり移築されることはなかった。現在東京都教育委員会が管理し、地元の町会が毎月手入れ・清掃を行っている[32][33]。

## ギャラリー

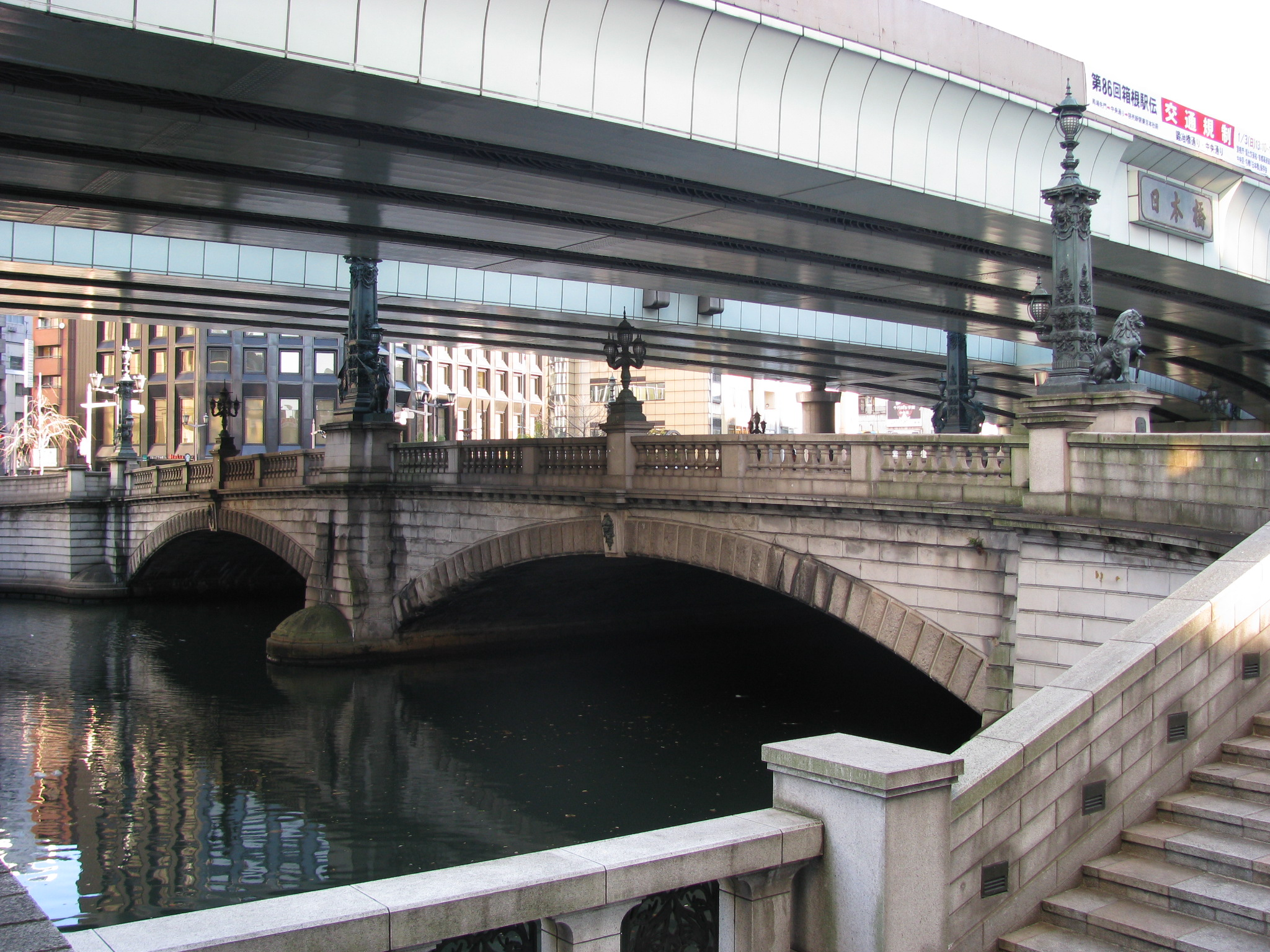
国道17号　起点 東京都中央区日本橋
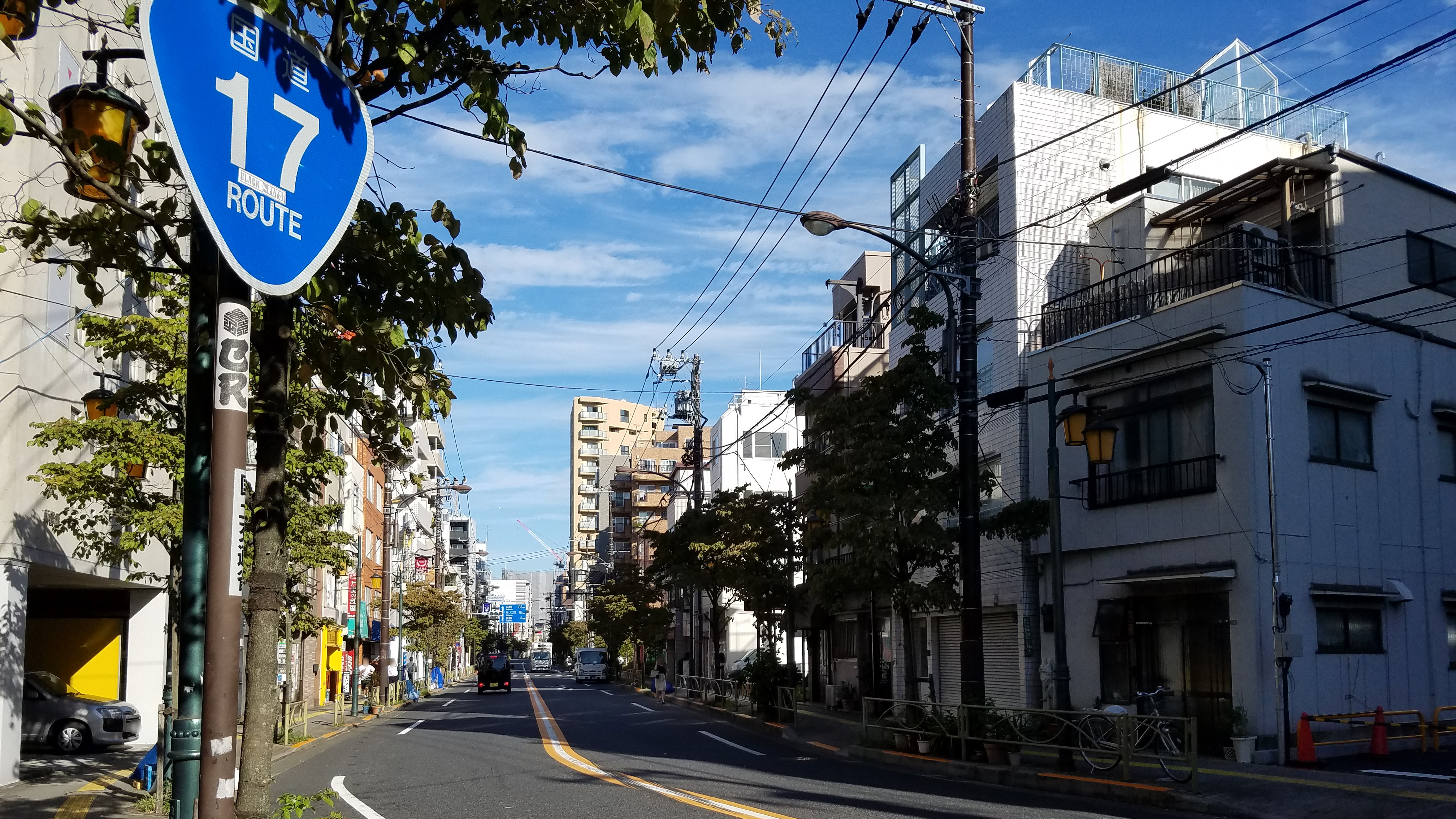
東京都文京区 (2017年9月)
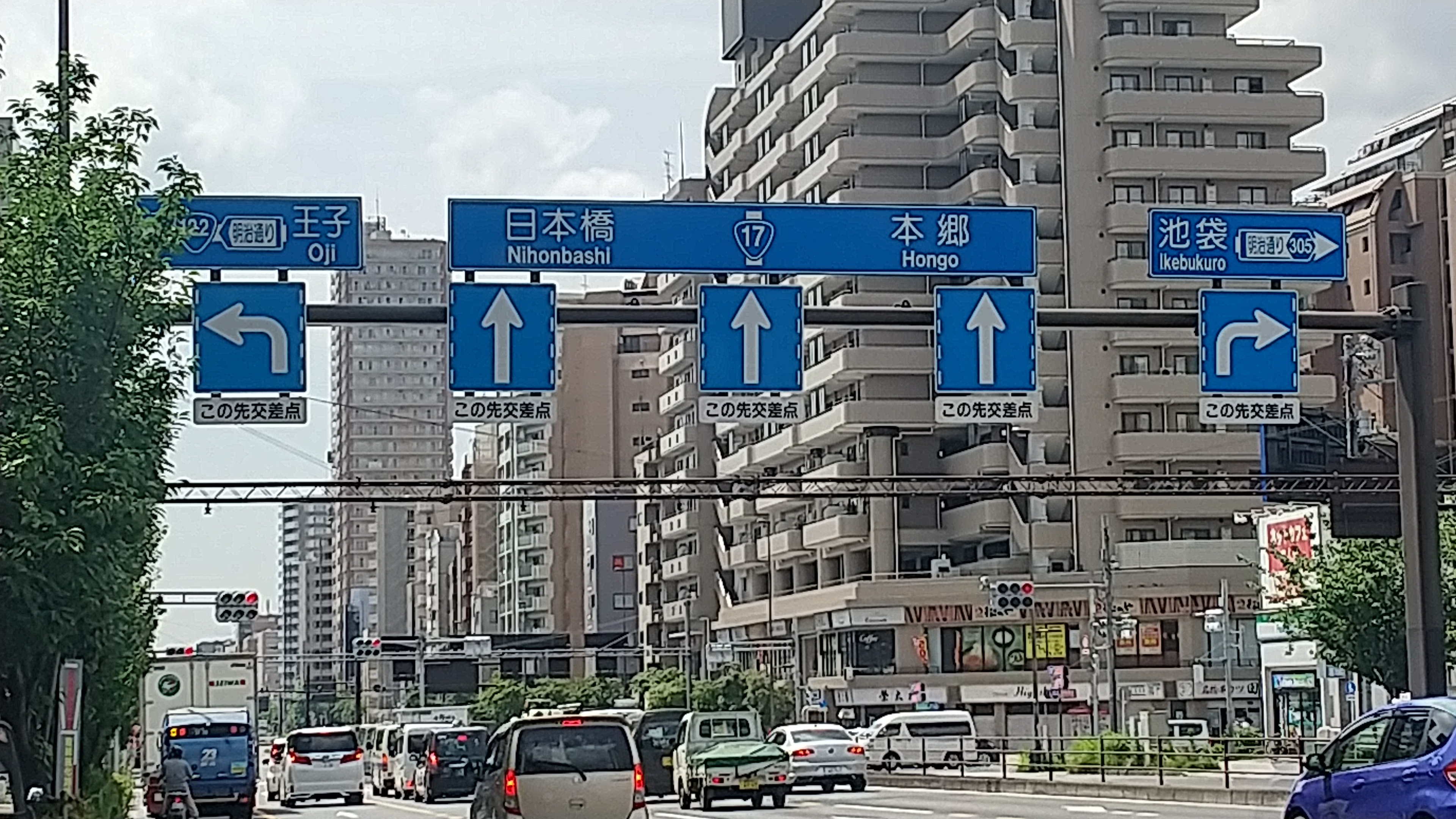
国道122号との交差 東京都北区
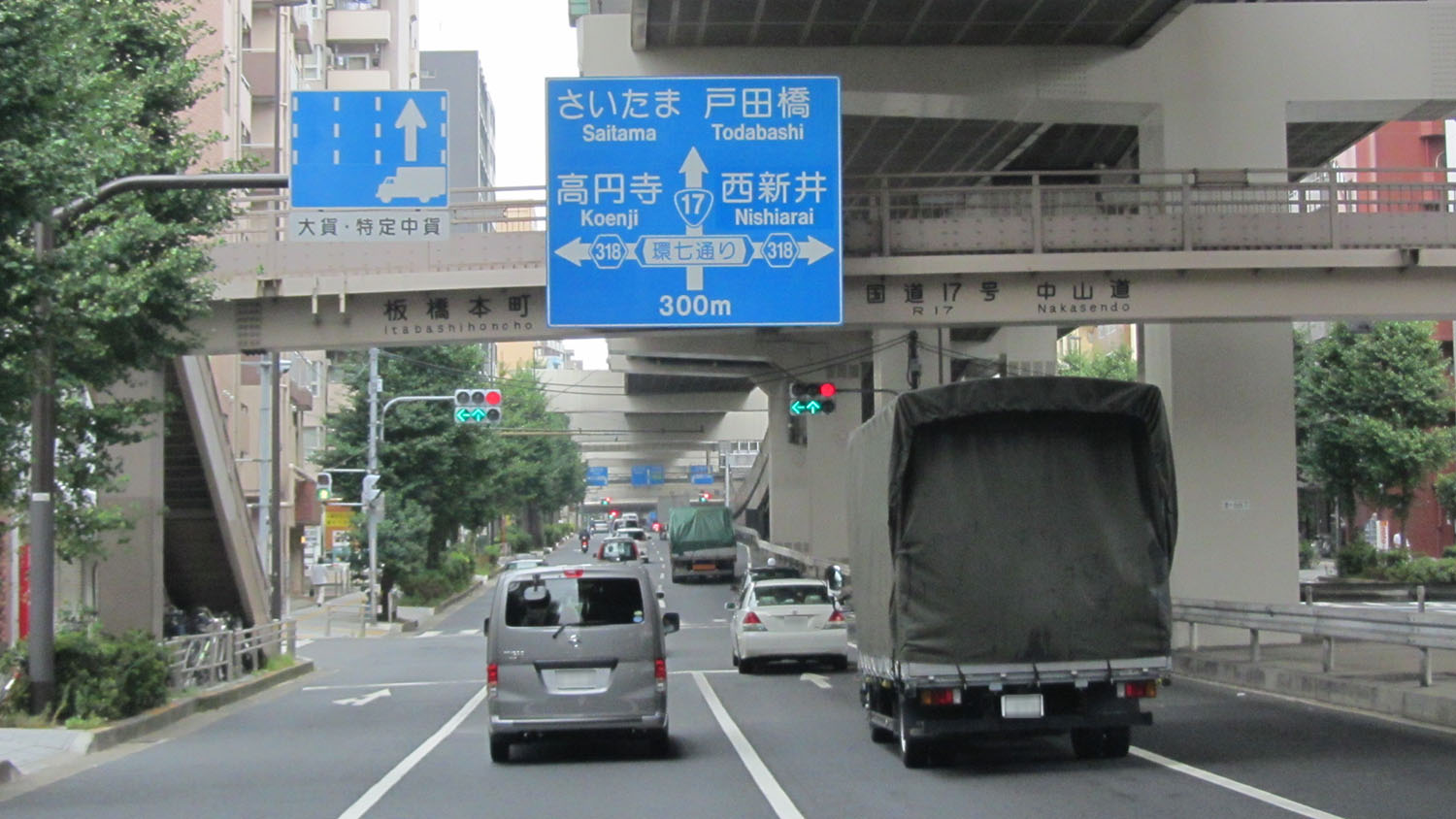
東京都板橋区大和町 板橋本町駅付近
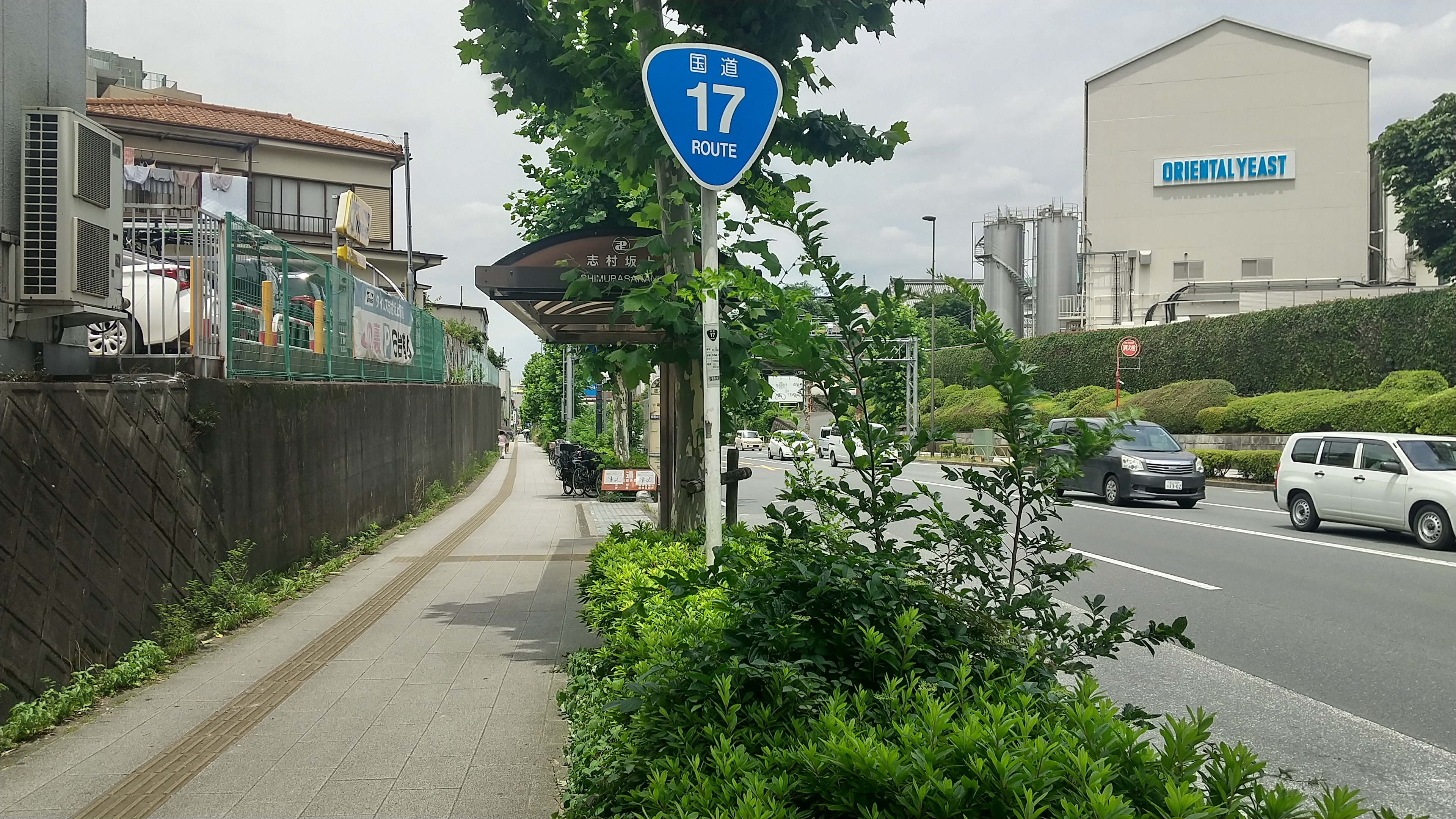
東京都板橋区小豆沢付近
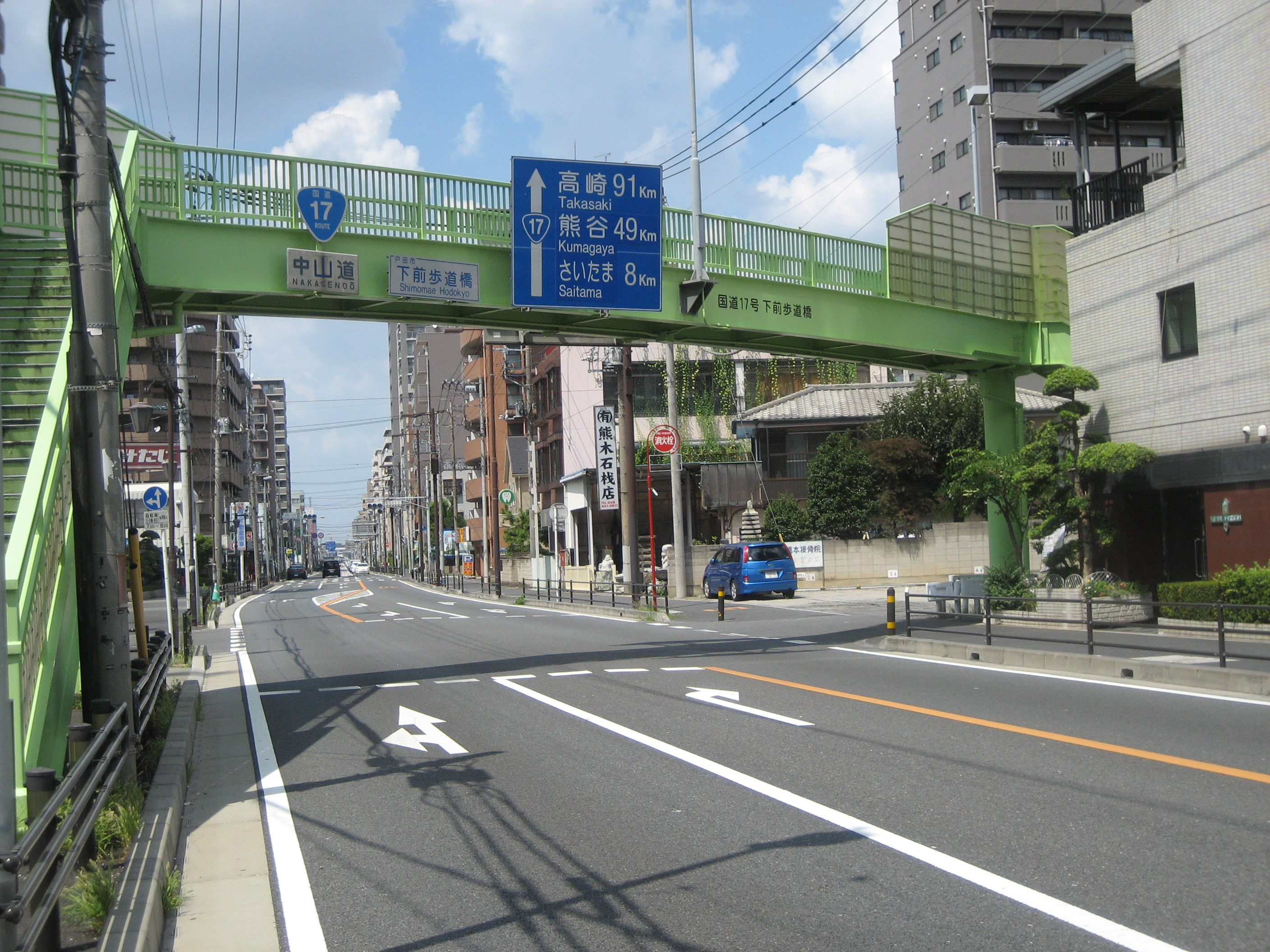
通称、中山道の標識 埼玉県戸田市内 (2012年8月)
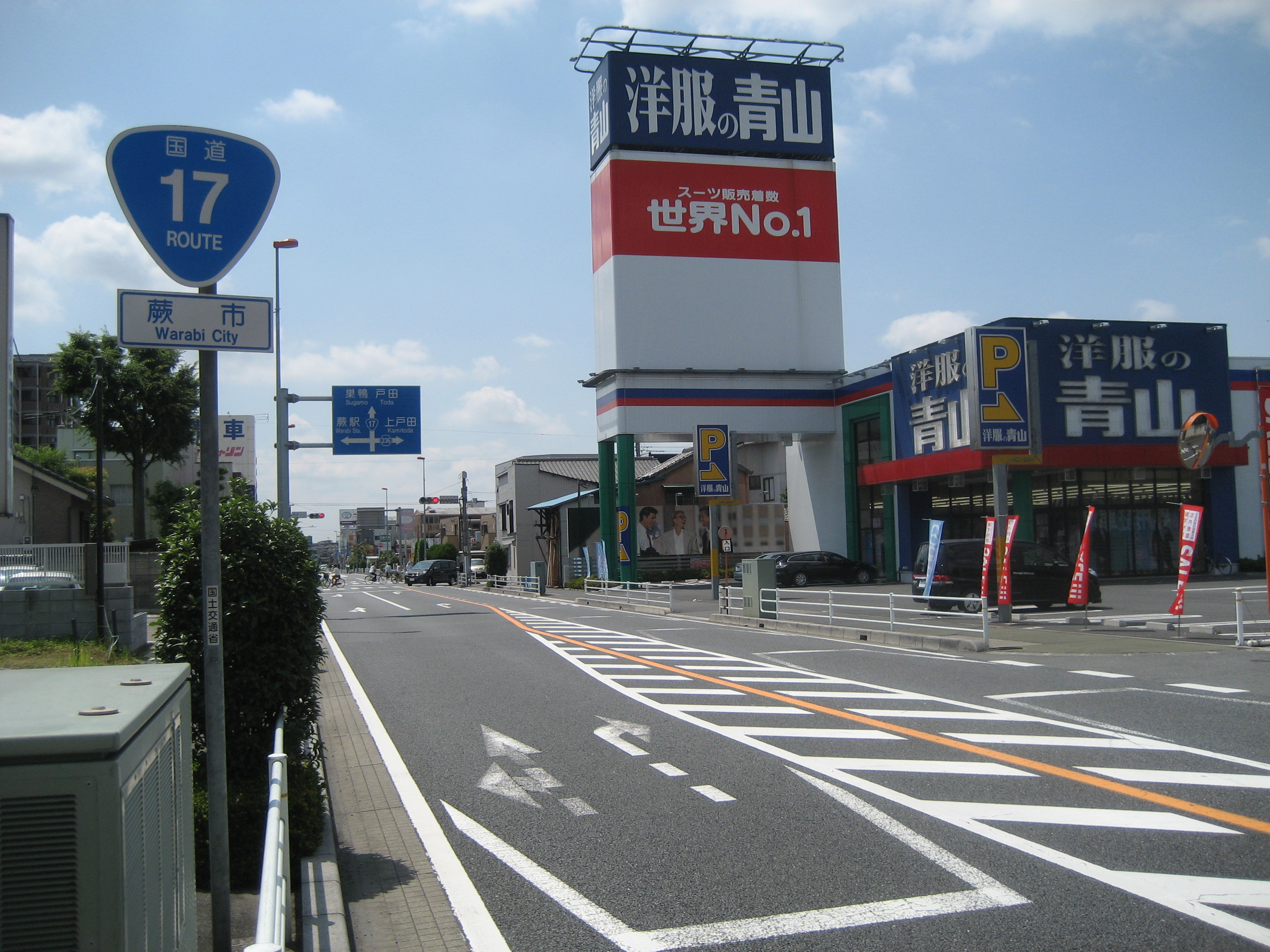
埼玉県蕨市内　(2012年8月)
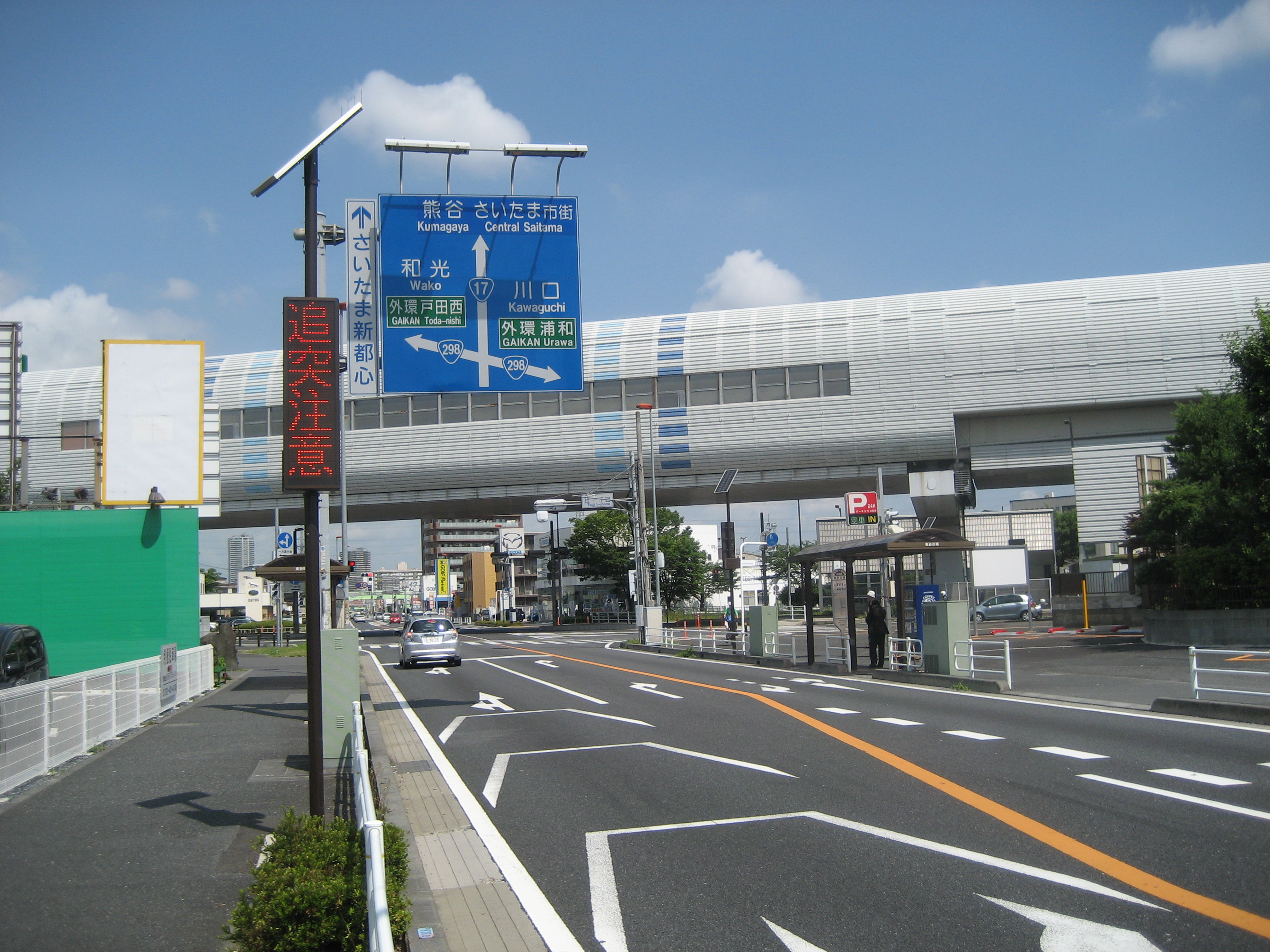
国道298号との交差 埼玉県さいたま市南区辻付近
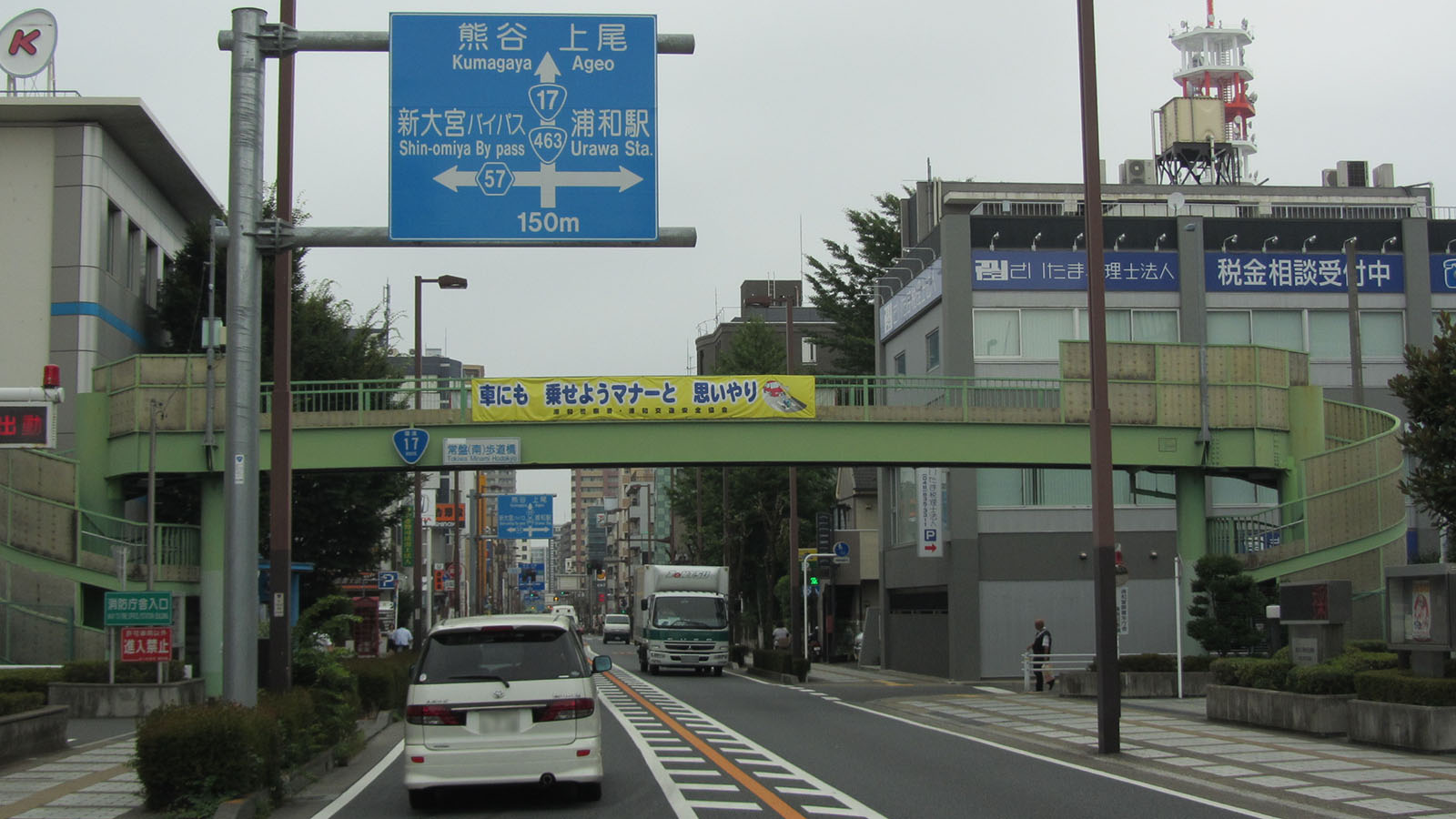
国道463号との重複 埼玉県さいたま市浦和区常盤
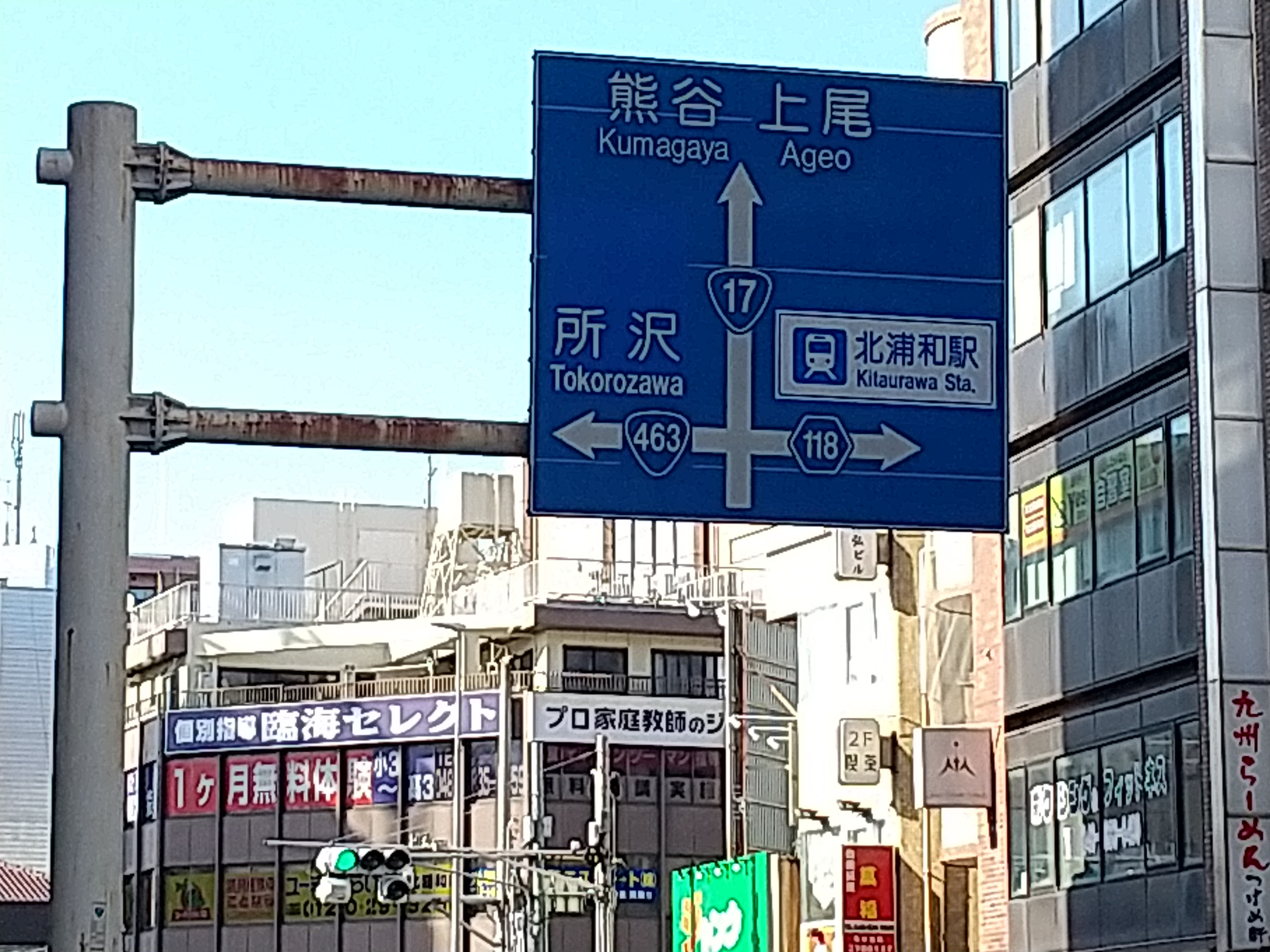
国道463号との交差 埼玉県さいたま市浦和区常盤
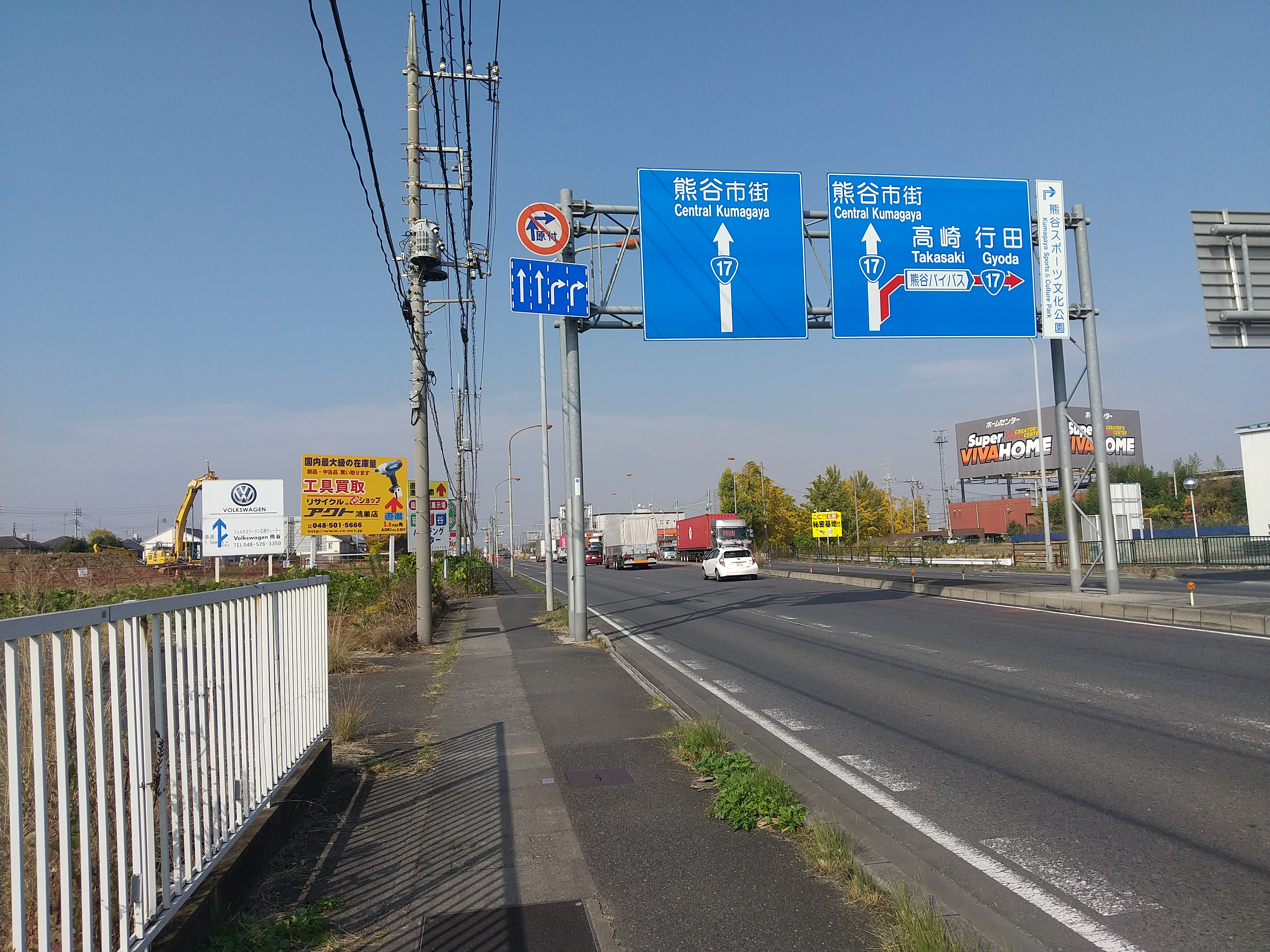
熊谷バイパスとの交差 埼玉県鴻巣市箕田
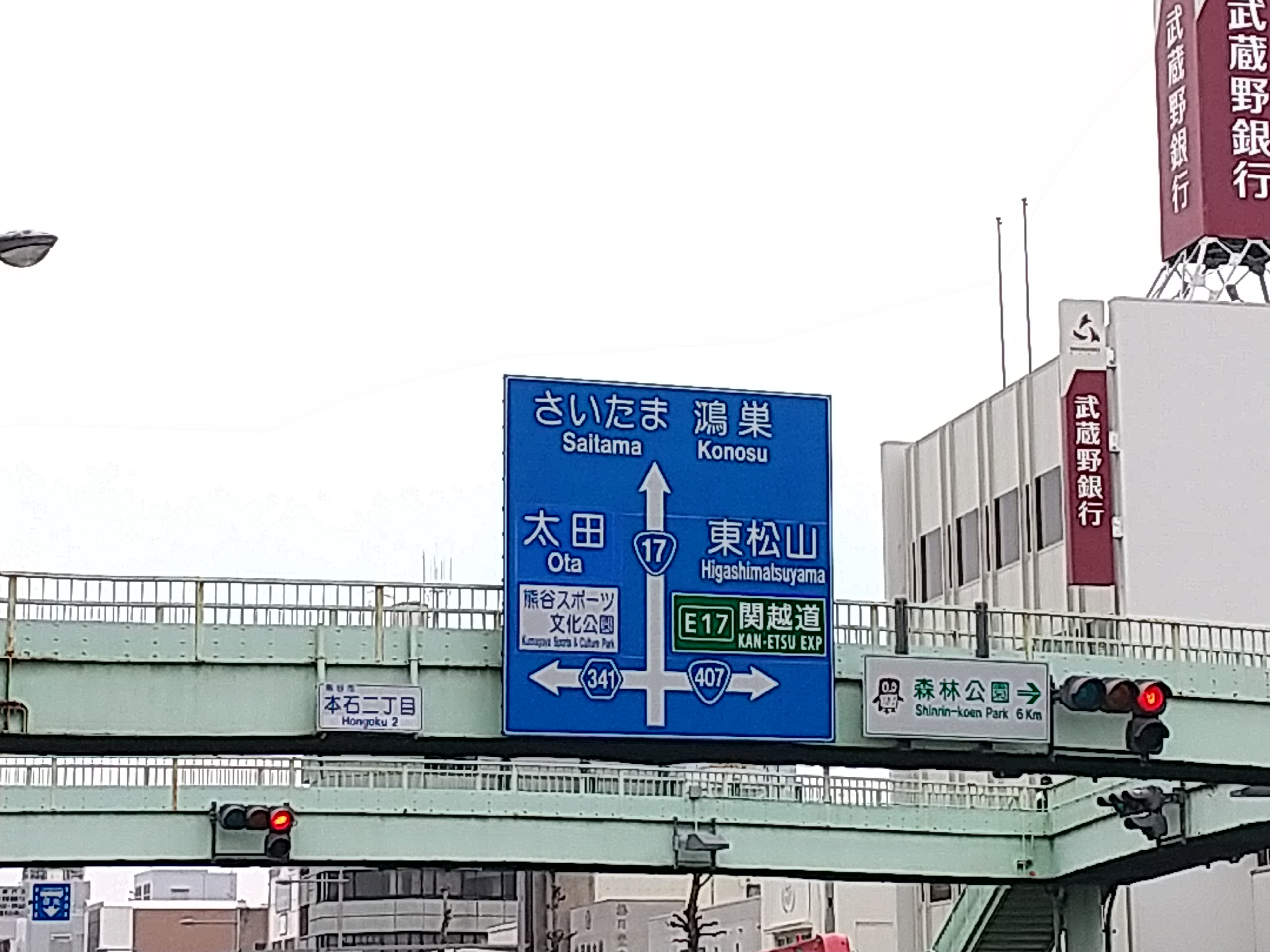
国道407号との交差 埼玉県熊谷市本石
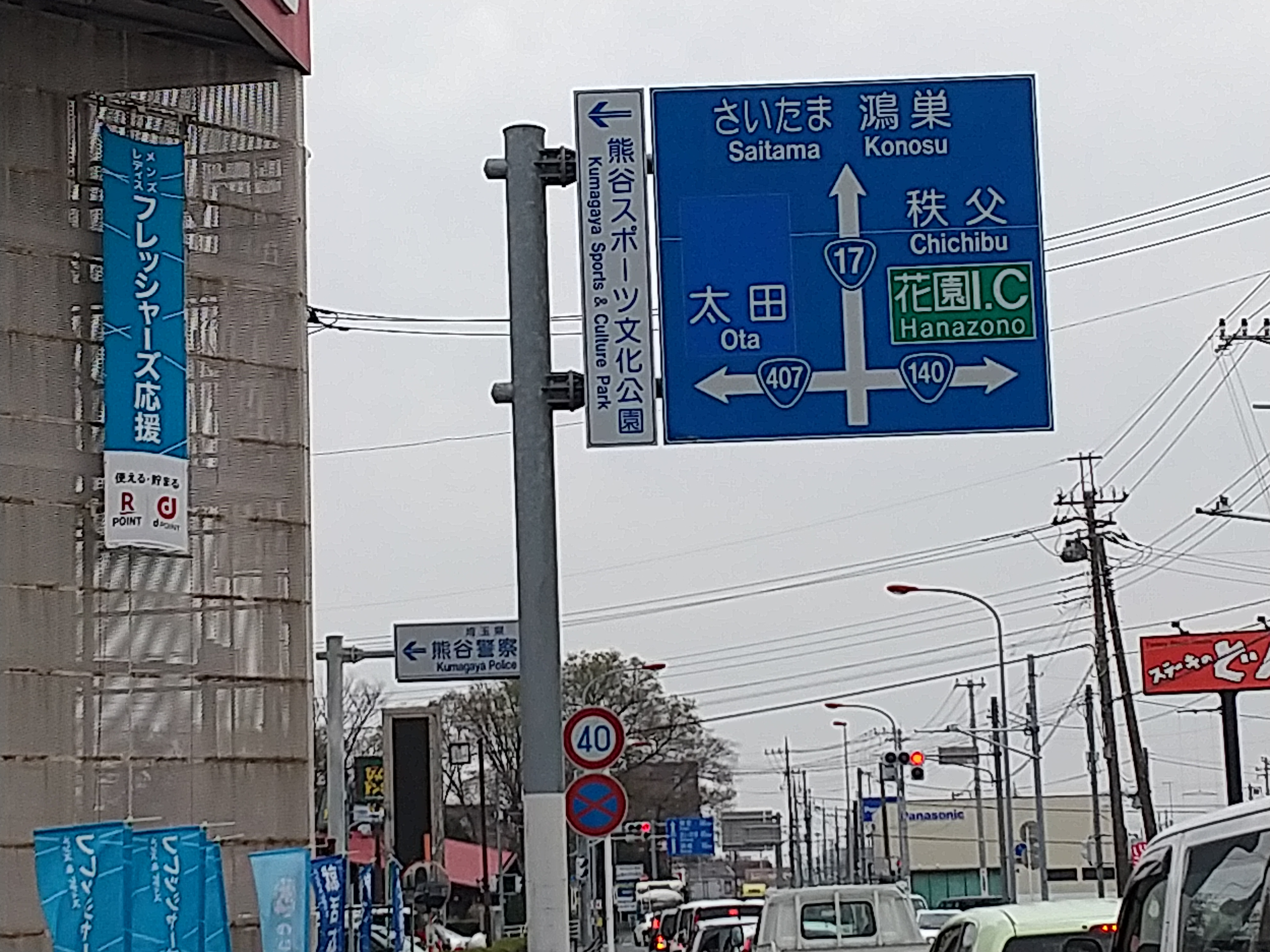
国道407号・国道140号との交差 埼玉県熊谷市石原
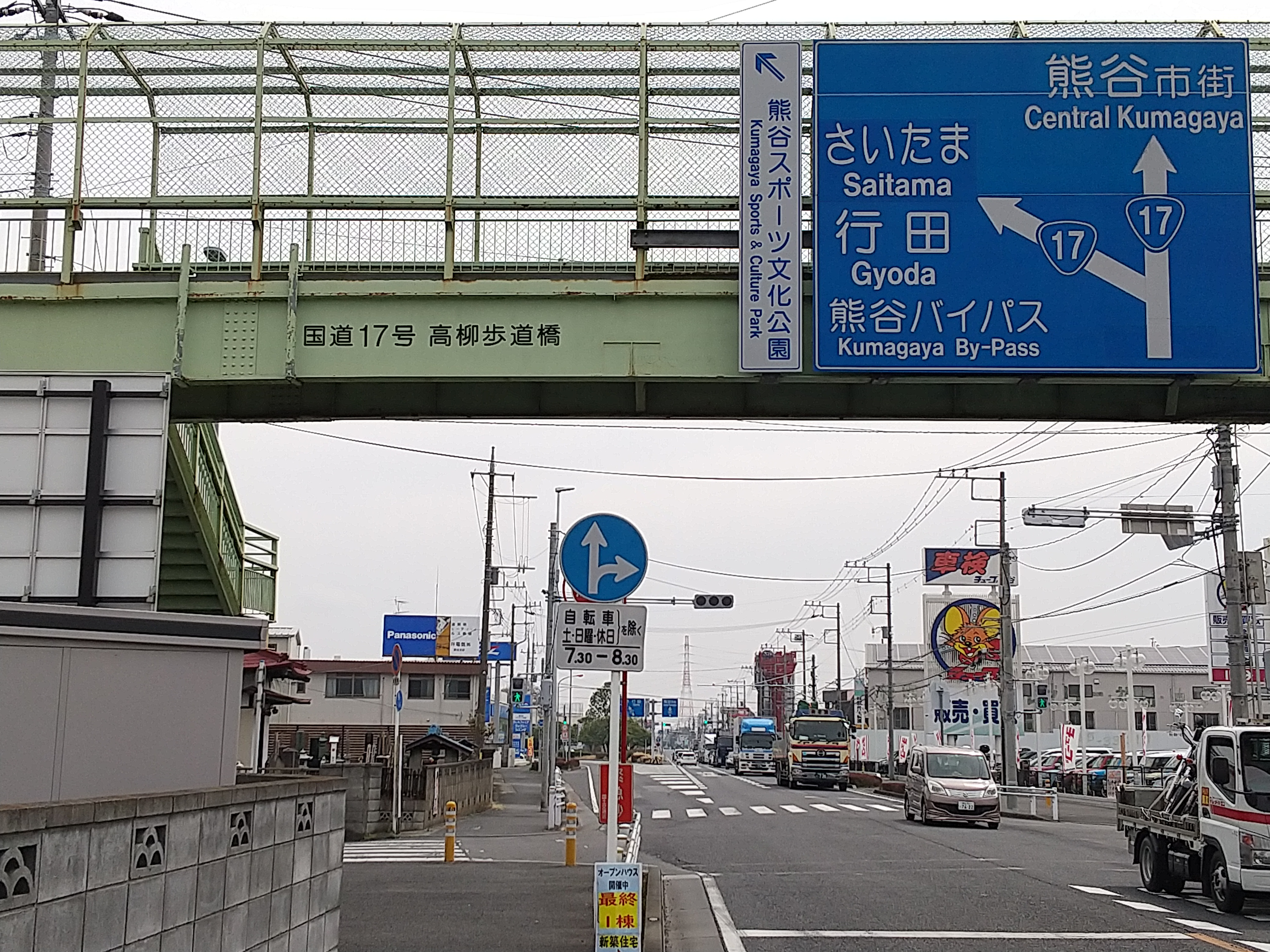
熊谷バイパスとの分岐 埼玉県熊谷市高柳
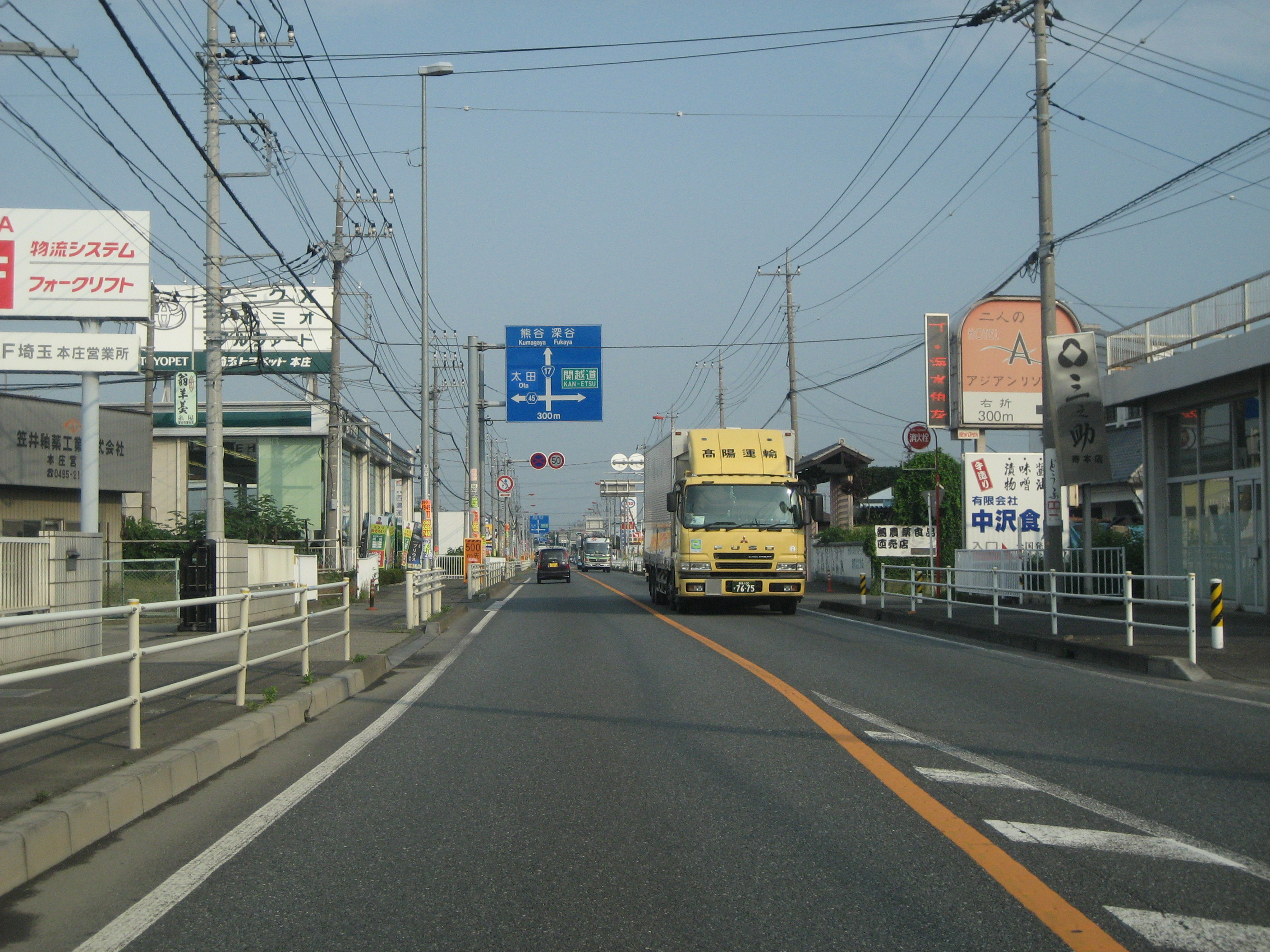
埼玉県本庄市
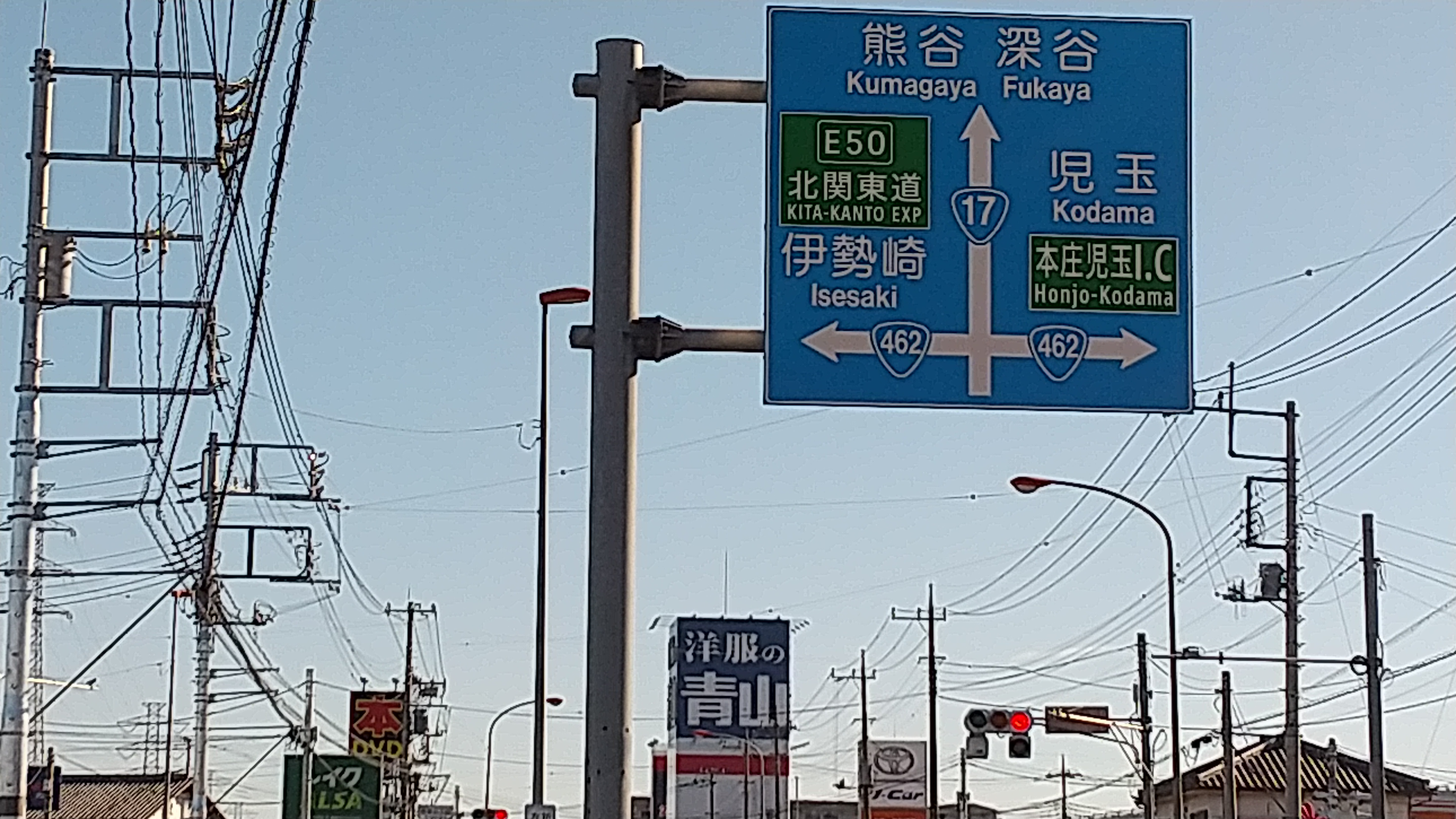
国道462号との交差 埼玉県本庄市若泉
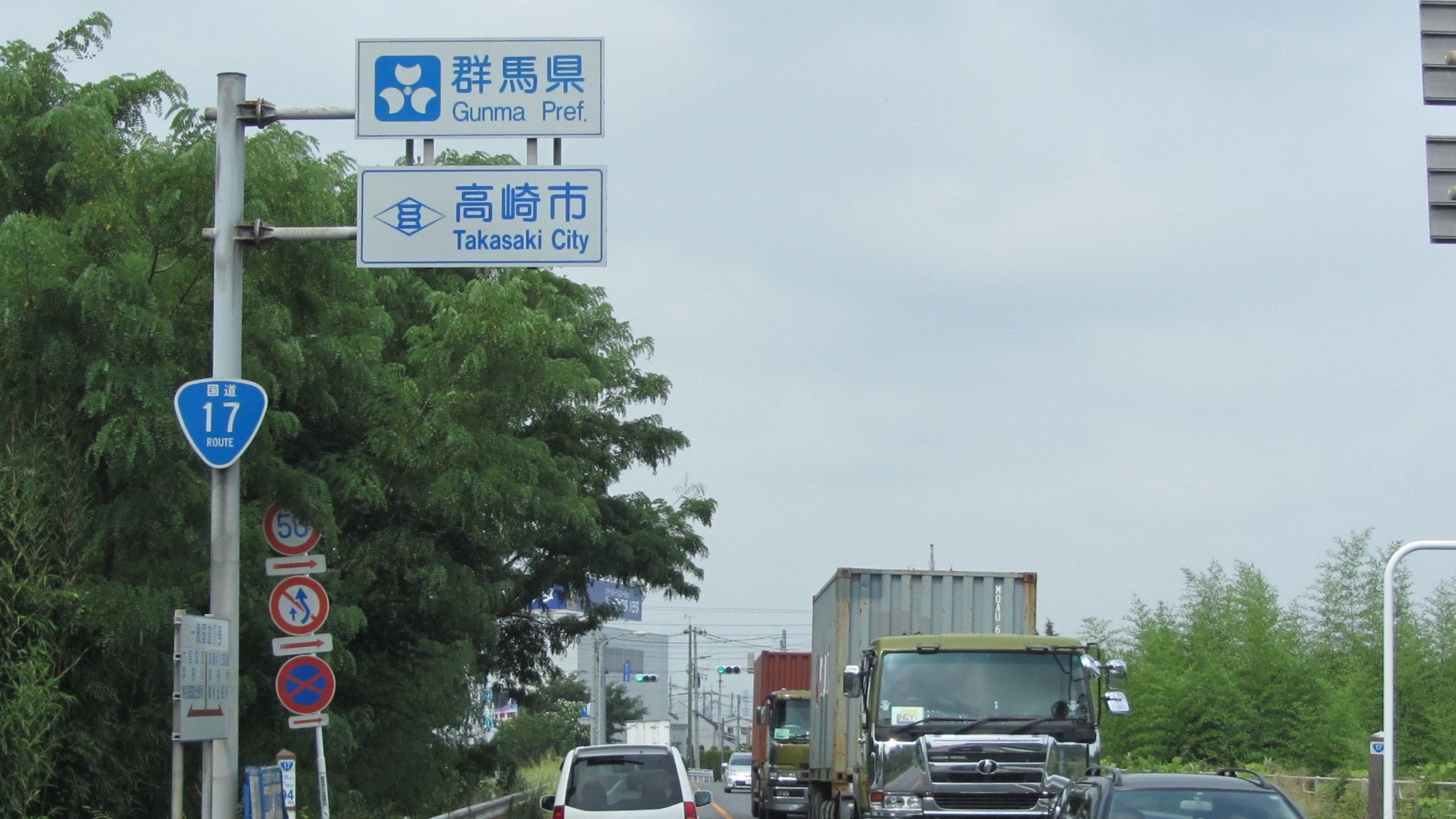
埼玉県、群馬県の県境
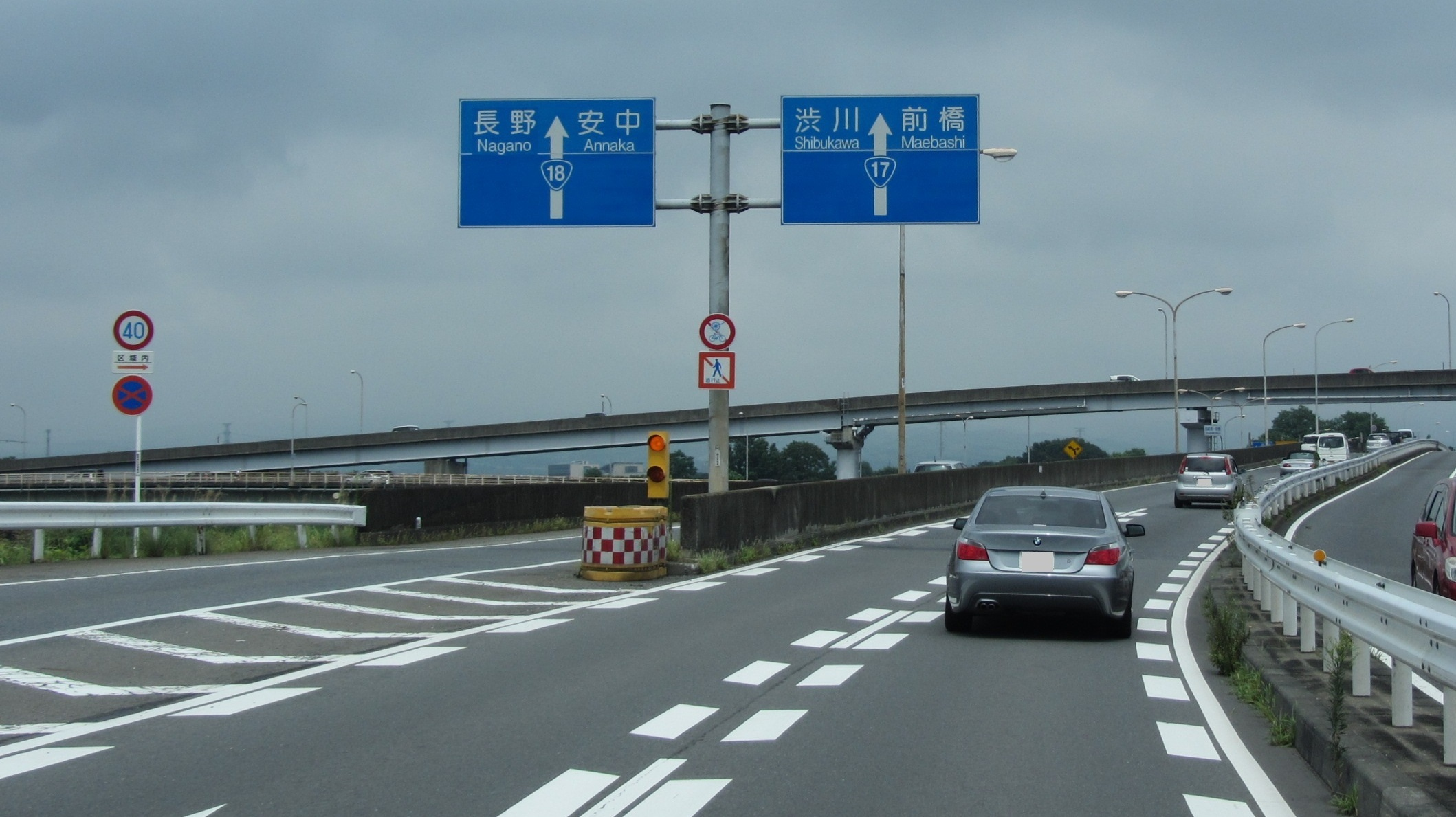
国道18号との分岐 群馬県高崎市並榎町
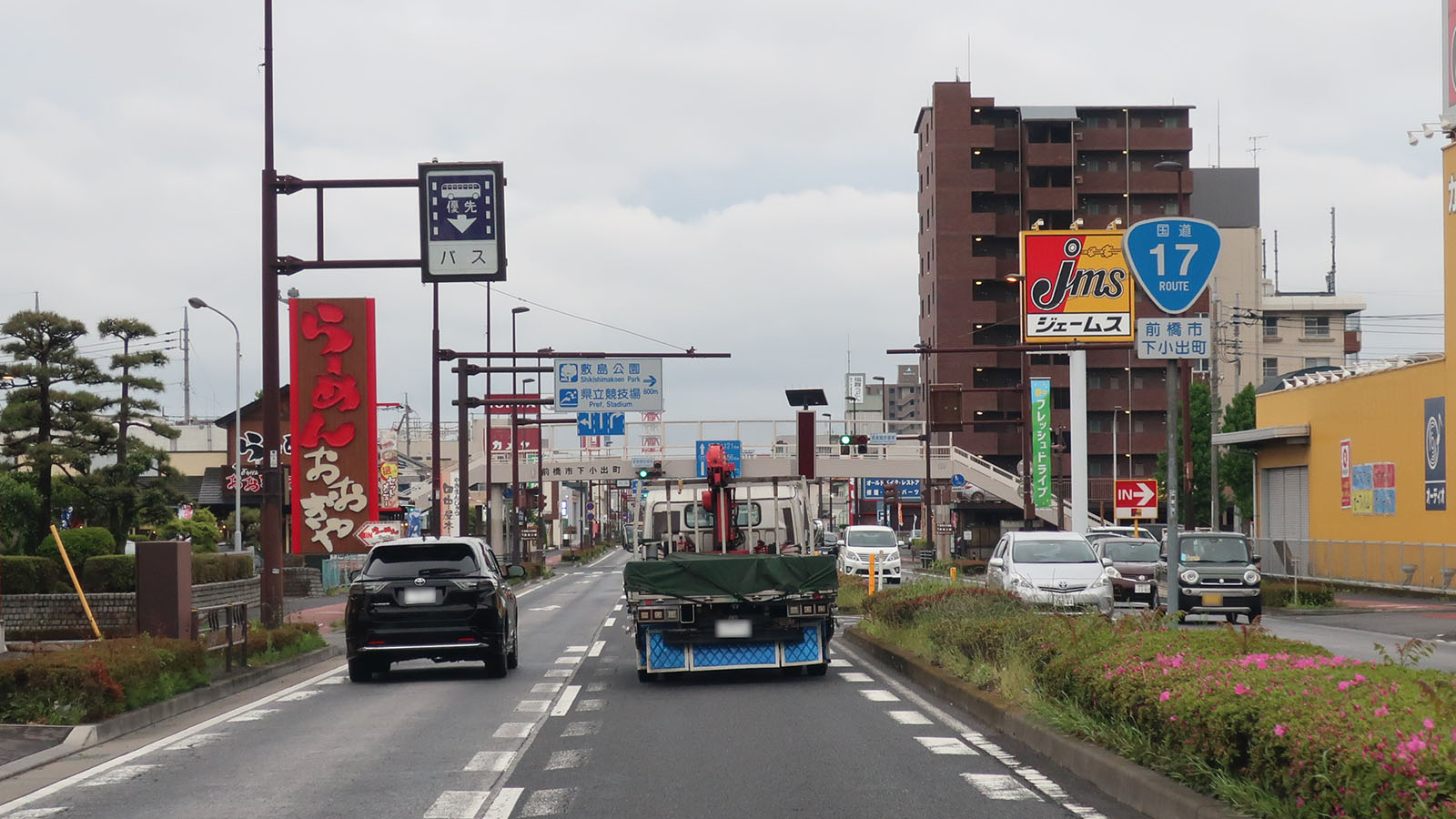
群馬県前橋市下小出町 (2019年4月)
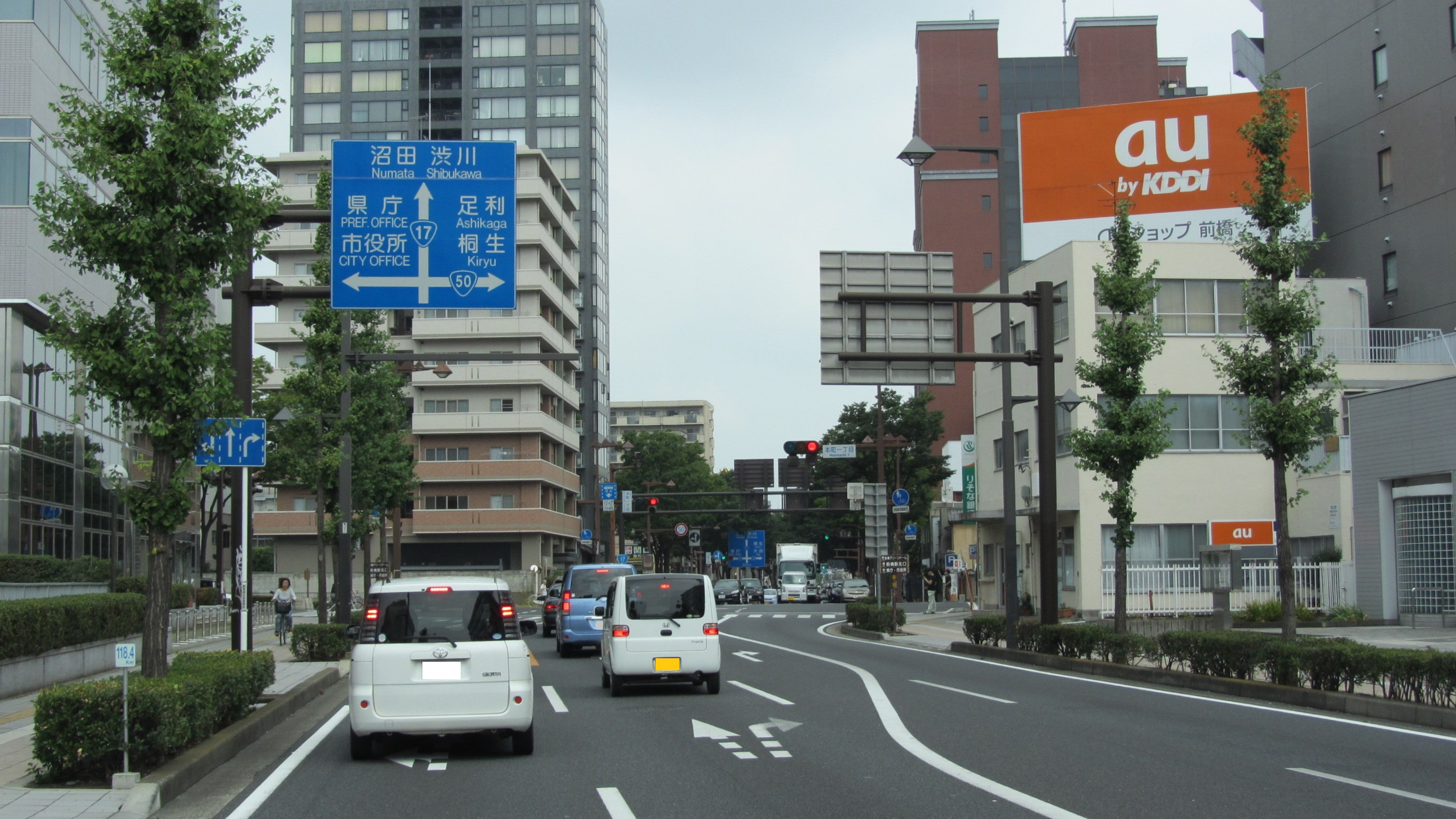
国道50号との分岐 群馬県前橋市
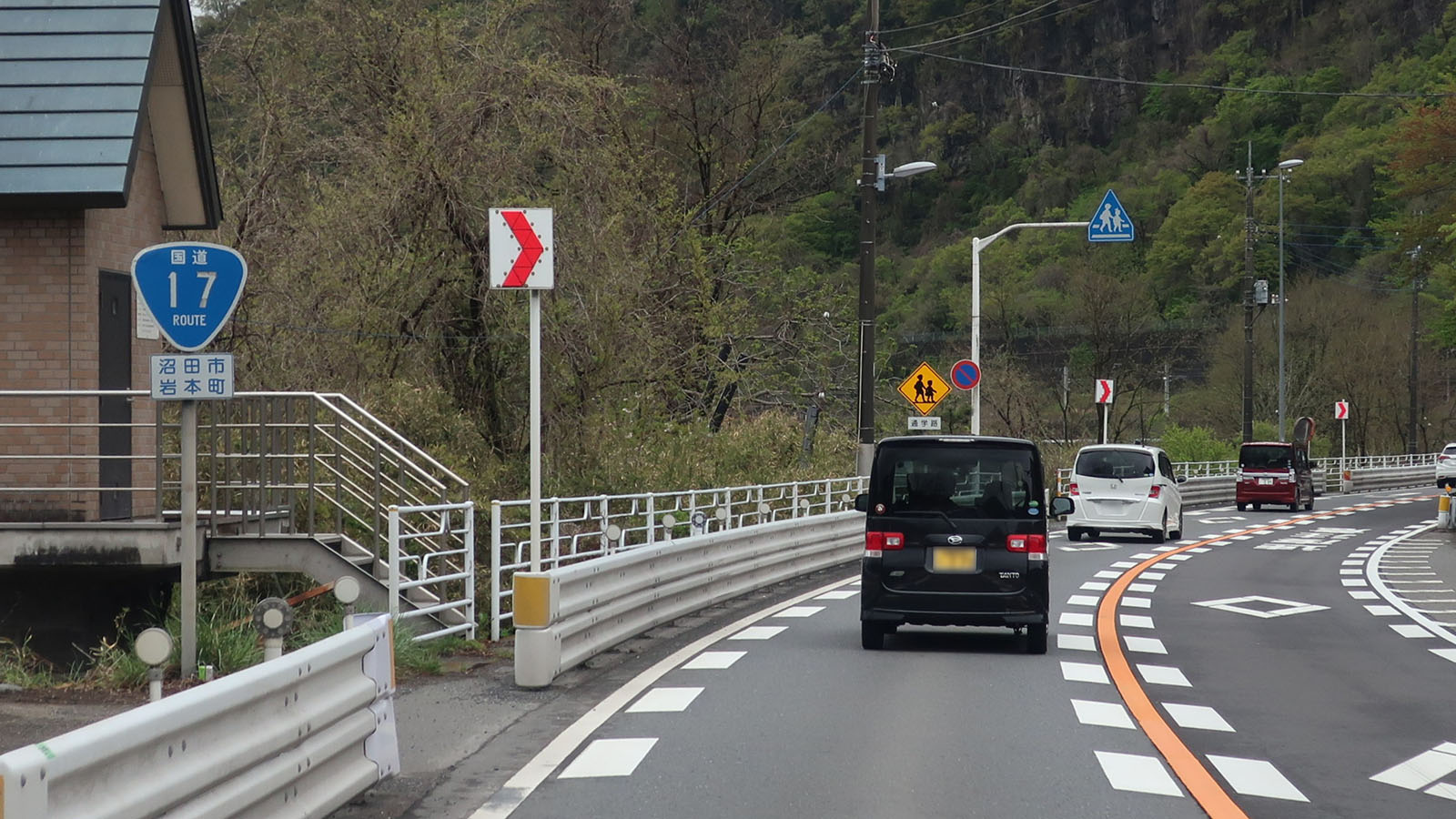
群馬県沼田市岩本町 (2019年4月)
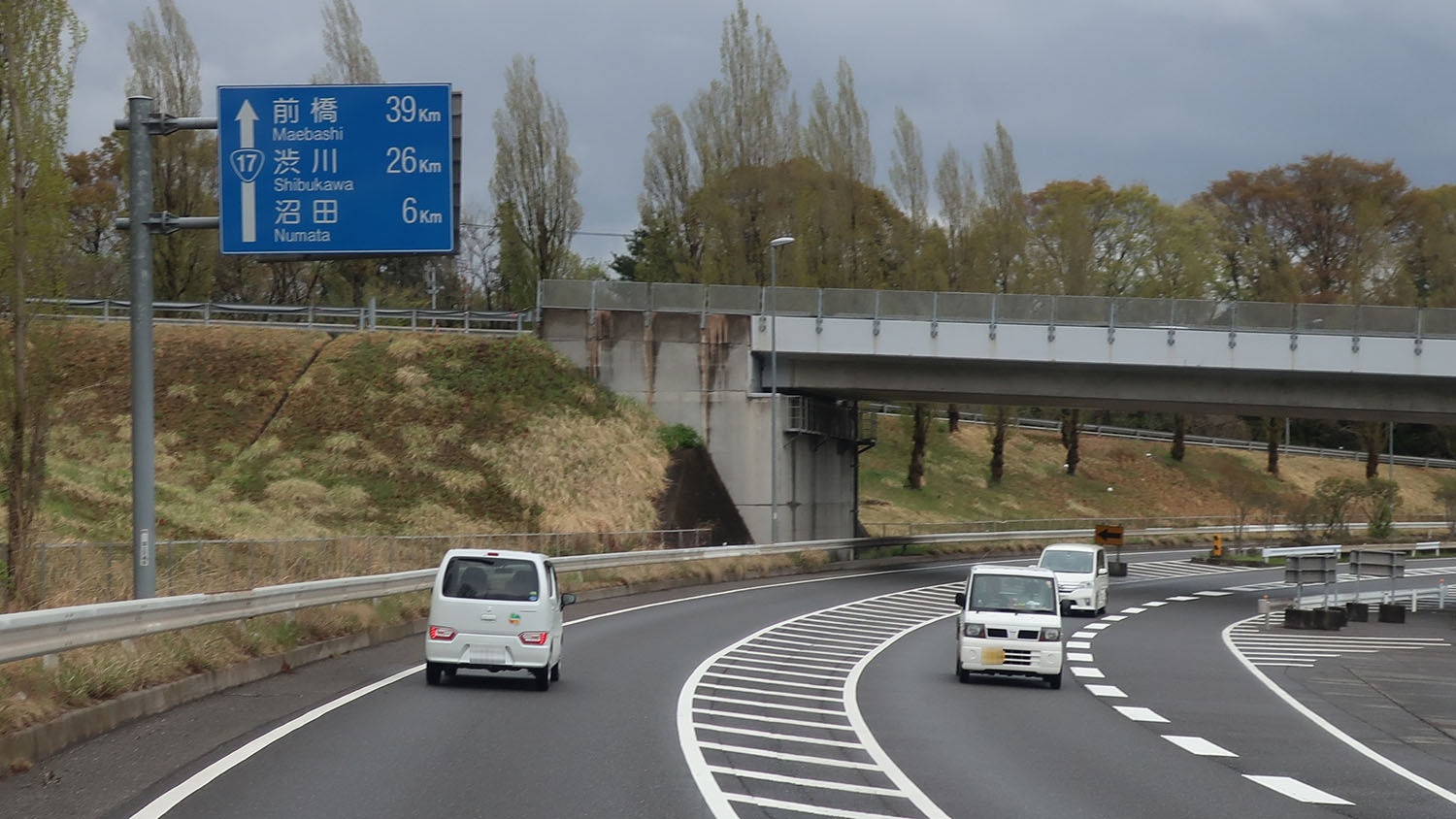
月夜野バイパス 群馬県利根郡みなかみ町真庭
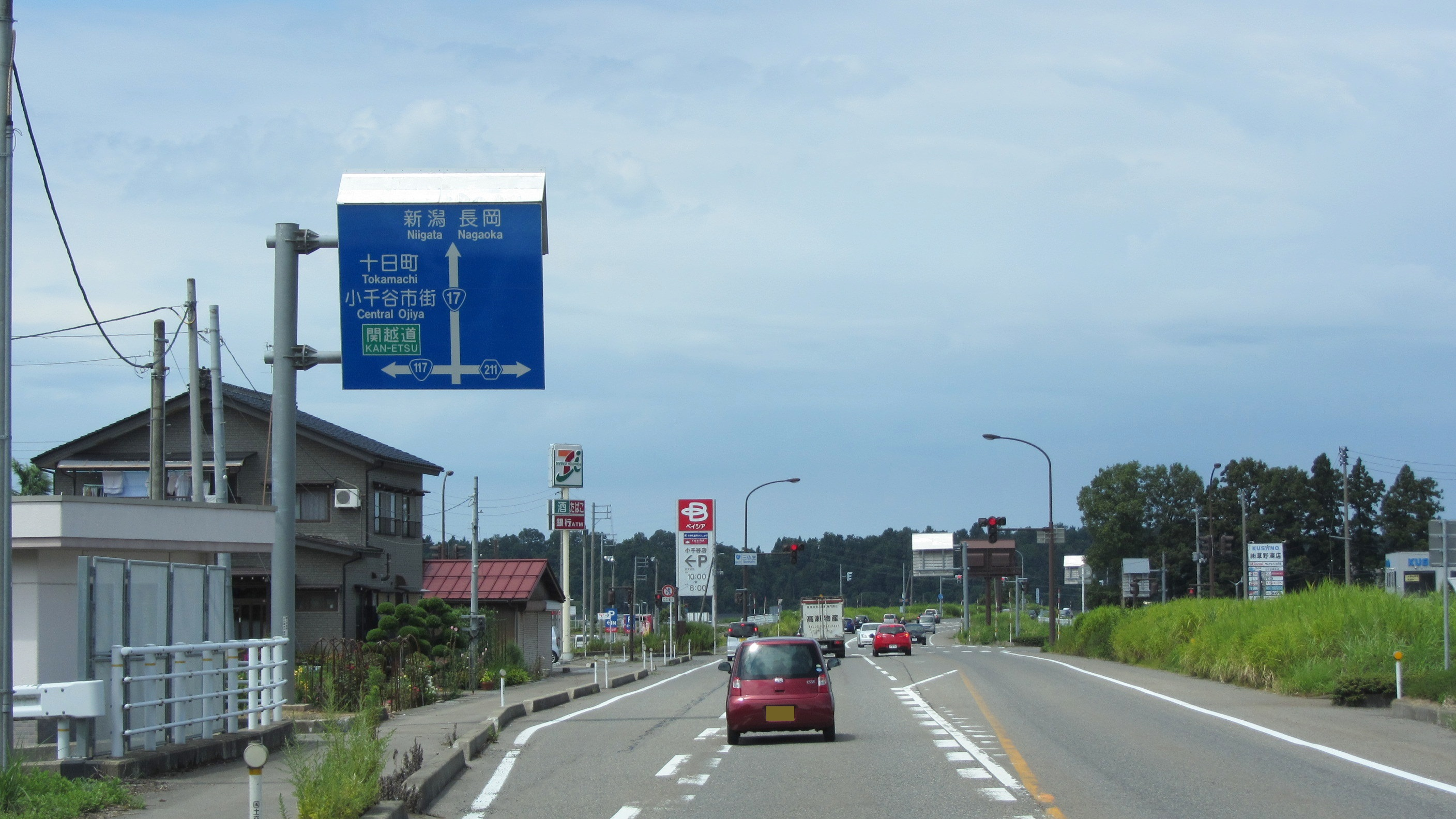
国道117号との分岐 新潟県小千谷市・三仏生交差点
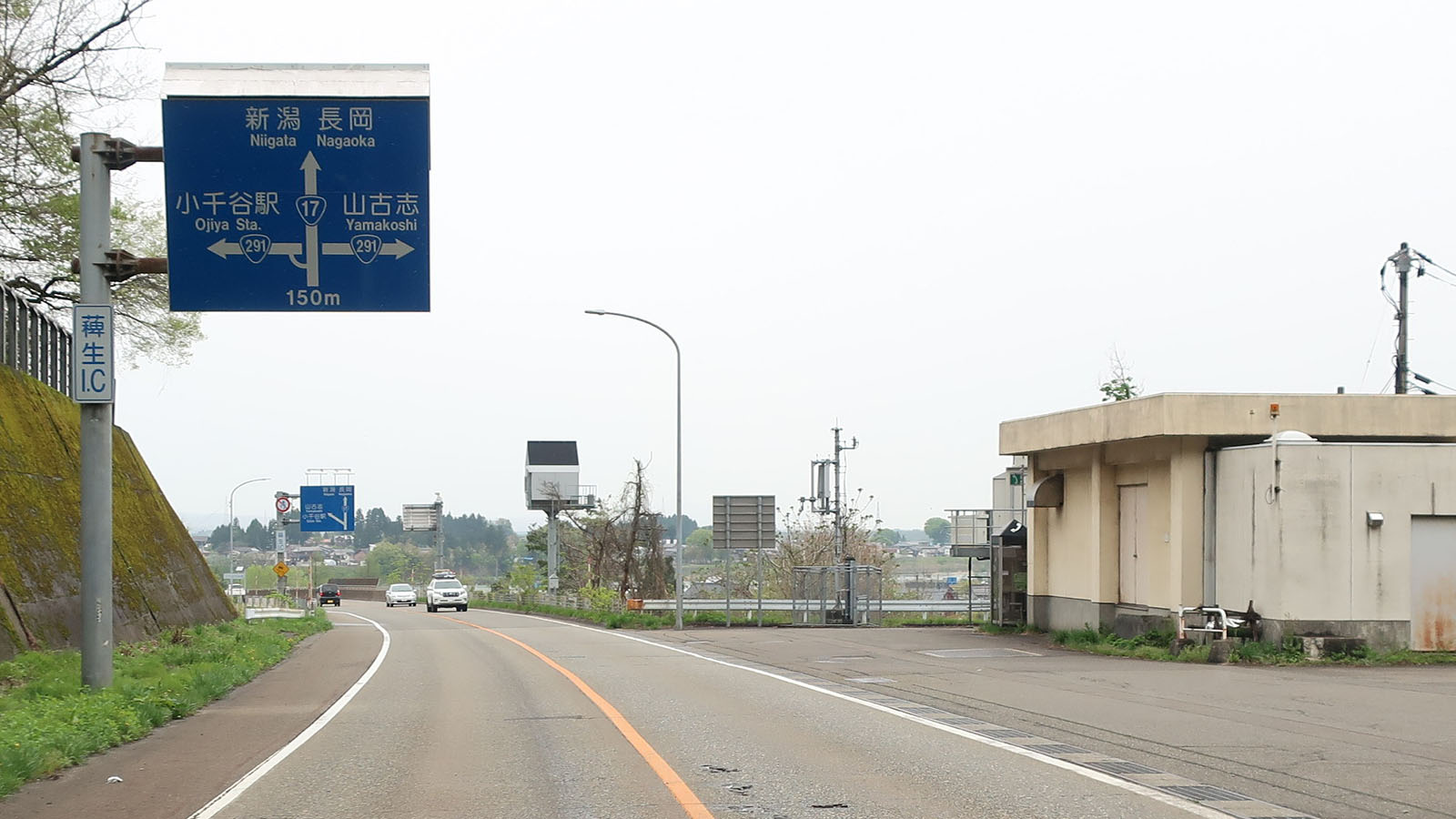
小千谷バイパス 新潟県小千谷市
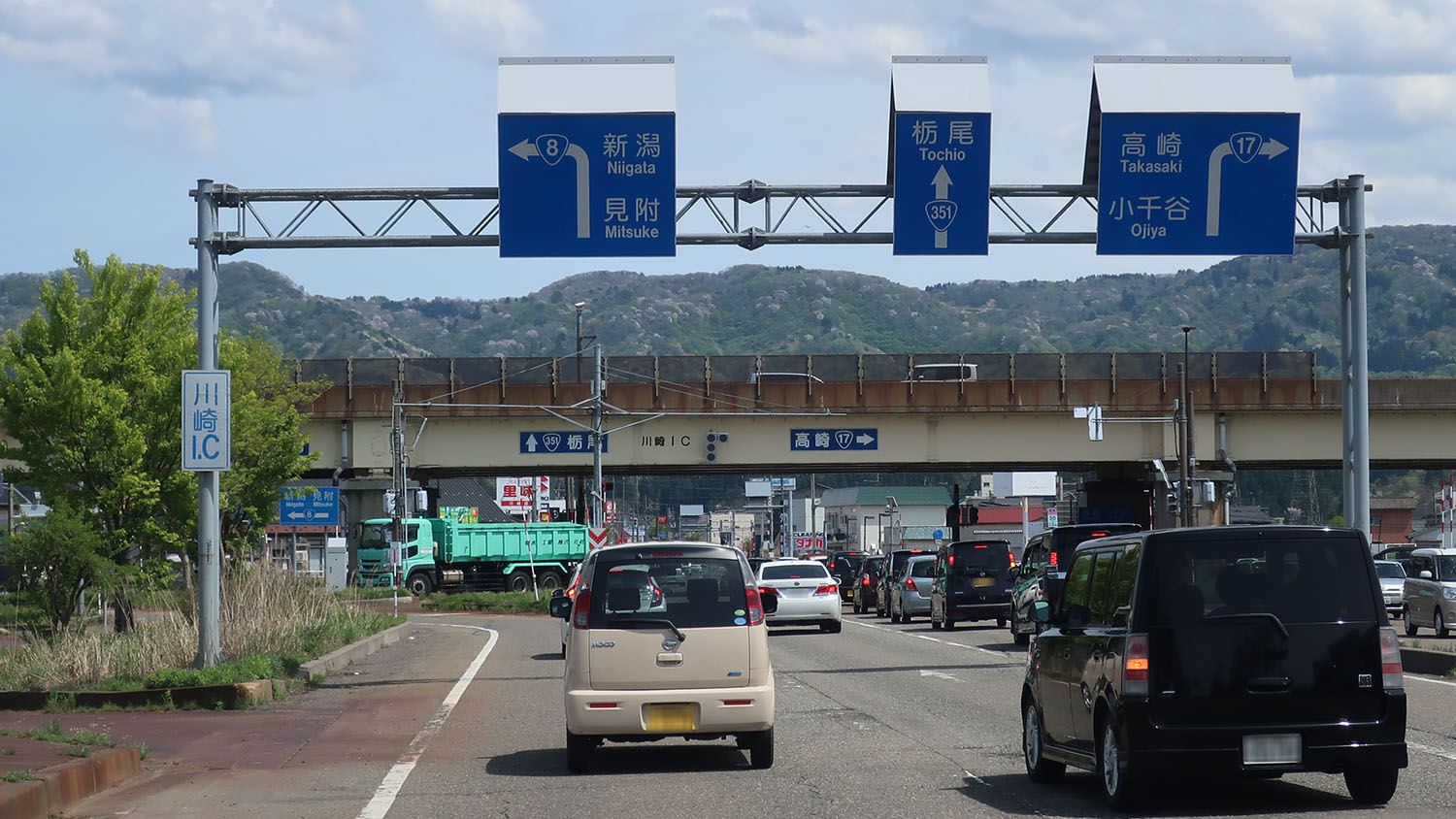
終点までの重複区間 国道8号との分岐 新潟県長岡市 川崎IC
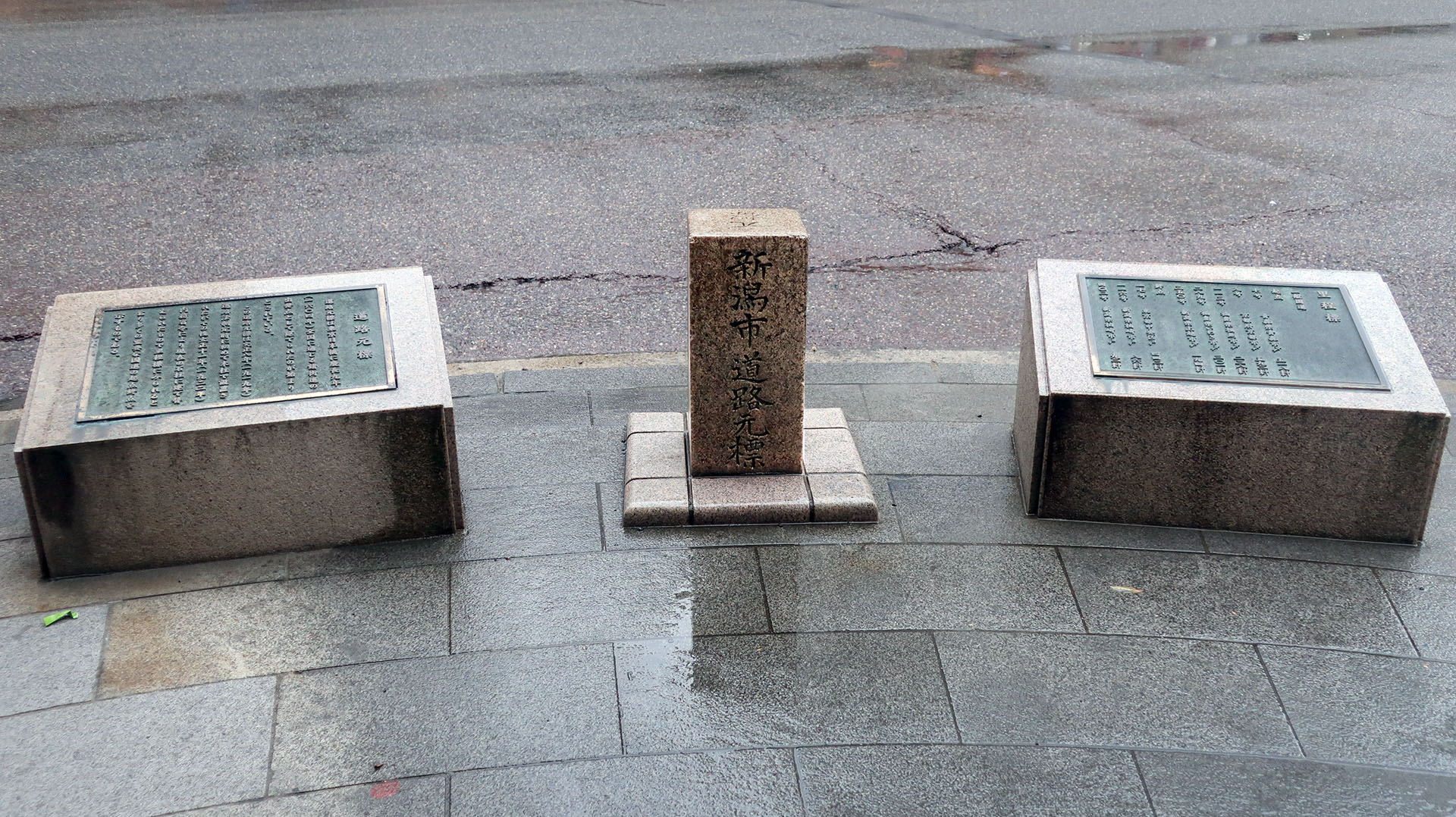
国道17号終点 (国道7号 起点) 新潟県新潟市中央区 本町交差点の「新潟市 道路元標」